# مردم کرد

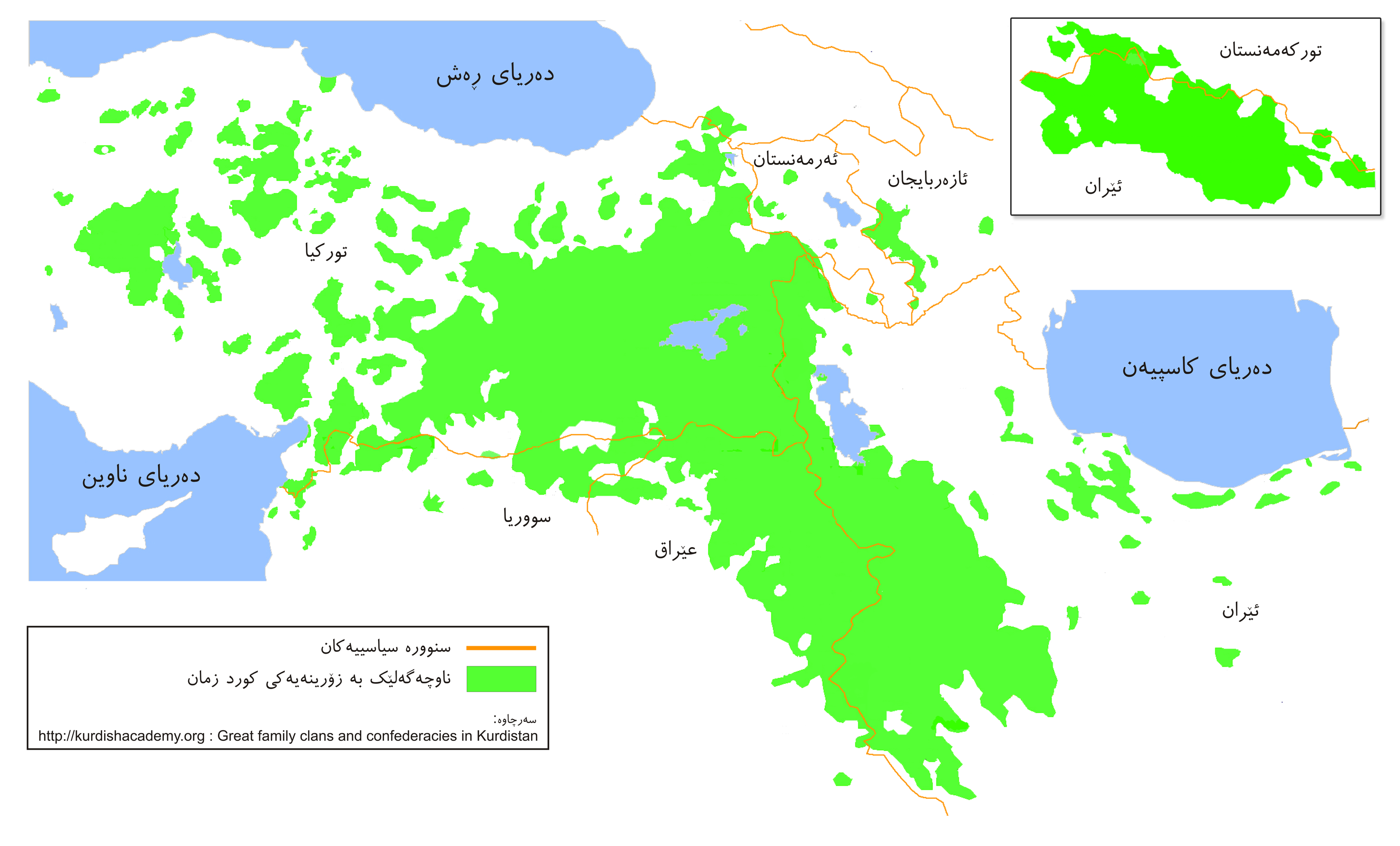
نقشهٔ مناطق کردنشین

مردم کُرد مردم ایرانی تباری هستند که در منطقه‌ای به وسعت تقریبی ۵۰۰٬۰۰۰ کیلومتر مربع در ایران (به ویژه در غرب و شمال شرق ایران) و بخش‌هایی از خاورمیانه (به ویژه در ترکیه، عراق، سوریه، قفقاز و اسرائیل) و آسیای مرکزی (به ویژه در قزاقستان و ترکمنستان) زندگی می‌کنند. کُردها به زبان‌های کردی و زبان‌های زازا-گورانی که متعلق به شاخه ایرانی غربی از زبان‌های ایرانی هستند، سخن می‌گویند.در سال‌های اخیر به علت جنگ‌های داخلی و خارجی جمعیت زیادی از کردها به اروپا مهاجرت کردند که پرتعدادترین آن‌ها در کشورهای آلمان، فرانسه، سوئد و انگلستان هستند. کردها از اقوام آریایی تبار و از ساکنان کهن فلات ایران هستند.
تمامی مناطق کُردنشین به غیر از مناطقی واقع در سوریه امروزی، تا دوران صفویان جزئی از ایران بودند که بخش‌های بزرگی از این مناطق طی جنگ چالدران در سال‌های ۱۵۱۲–۱۵۲۰ میلادی، به دولت عثمانی واگذار شد. به‌دنبال شکست امپراتوری عثمانی در جنگ جهانی اول و تجزیه آن در اوایل قرن بیستم، این مناطق در سه کشور ترکیه، عراق و سوریه قرار گرفتند.

## کُردها در اسطوره‌های ایرانی
فردوسی در داستان قیام کاوه آهنگر علیه ضحاک ماردوش در شاهنامه به کُردها چنین اشاره می‌کند:
هنگامی که ضحاک ماردوش برای آرام کردن مارهای روی دوش‌هایش به پیروی از اهریمن دستور داد تا هر روز دو جوان ایرانی را بکشند و مغز سرهایشان را طعمه مارها کنند، در این هنگام دو آشپز ایرانی به نام‌های ارمایل و گرمایل به زیرکی خود را به دربار رساندند و در آشپزخانه ضحاک مشغول کار شدند.
این دو نفر هر روز یکی از دو جوان را که رشید تر از دیگری بود رها می‌کردند و مغز سر دومی را با مغز سر گوسفندی می‌آمیختند و طعمهٔ مارها می‌کردند. تا دست کم یکی از دو نفر را نجات داده باشند. جوان رشید رهایی یافته به کوه‌ها پناه می‌برد و در آن‌جا چوپانی پیشه می‌کرد و پنهانی روزگار می‌گذرانید.
فردوسی سپس می‌گوید:
| خورشگر بدیشان بزی چند و میش |  | سپردی و صحرا نهادند پیش |

| کنون کُرد از آن تخمه دارد نژاد |  | که ز آباد ناید به دل برش یاد |

یعنی از افزایش نسل این جوانان نژاده و رشید، جمعیت «کُرد» پدید آمد.محمد بن جریر طبری نیز در تاریخ طبری همین مطلب را نقل کرده است.
این اوج حضور کُردها در شاهنامه فردوسی است که در داستان کاوه آهنگر و ضحاک آمده است.

## پیشینهٔ واژه کُرد
به گفته گودفری رولز شرق‌شناس انگلیسی، اصطلاح کرد مربوط به کاردا سومری است که در لوح‌های سفالی سومری هزاره سوم قبل از میلاد یافت شد. وی در مقاله ای که در سال ۱۹۲۳ منتشر شد نوشت که اصطلاح کرد در ملل مختلف به‌طور متفاوتی مورد استفاده قرار نگرفته است و با بررسی تغییرات فلسفی کاردا در زبان‌های مختلف مانند کوردونی، گردینی، کردیویی، کاردوچی، کاردوینی، قردو، کاردایی، قارداوی، او دریافت که شباهت‌ها بدون شک به تبار مشترک اشاره دارد.
با این حال دیدگاه‌های مخالفی وجود دارد که نام کردها را از قردو و کوردوئن نمی‌گیرند؛ بلکه به جای آن از کیرتی (کیرتایی) مشتق شده‌اند.
در مورد اسم پارسی میانه kwrt- که از یک نام خانوادگی باستانی سرچشمه گرفته است، استدلال شده است که در نهایت ممکن است یک نام کاردا (Kar-da) در عصر داوود را منعکس کند. این نام در دوران باستان کلاسیک به عنوان نام اصلی کوردوئن (Corduene) و ساکنان آن بود، که توسط گزنفون به عنوان قبیله کاردوچوها (Carduchoi) که مخالف عقب‌نشینی قبیله بودند ذکر شد. این دیدگاه توسط برخی از منابع آکادمیک اخیر که کوردین را به عنوان منطقه کردستان اولیه در نظر گرفته‌اند، پشتیبانی می‌شود. با این حال، برخی از محققان مدرن این ارتباطات را رد می‌کنند. متناوباً، kwrt- ممکن است مشتق از نام قبیله Cyrtii باشد. شرف‌خان بدلیسی در قرن شانزدهم بیان می‌کند که چهار بخش «کردها» وجود دارد: کورمانج، لر، کلهر و گوران، که هر یک از آنها با گویش یا تنوع زبانی متفاوت صحبت می‌کنند. پل (۲۰۰۸) خاطرنشان می‌کند که استفاده از اصطلاح کرد در قرن ۱۶ بیدلیسی، صرف نظر از گروه‌بندی زبانی، ممکن است باز هم هویت قومی «کردی» ایرانیان شمال غربی اولیه را که کرمانج، کلهر و گوران را متحد می‌کند منعکس کند.
گزنفون (فیلسوف و مورخ یونانی قرن چهارم قبل از میلاد)، حدود ۲۴۰۰ سال پیش، تمام منطقهٔ غرب را کُردو نامیده است.
استرابون به قوم کرتی در سرزمین ماد اشاره می‌کند، وی از اقوام کادوسی، آماردی، تپوری و کرتی را به عنوان اقوام کوهستان نشین ماد یاد می‌کند. استرابون می‌نویسد:

تمام مناطق این کشور به استثنای بخشی به سمت شمال که کوهستانی و ناهموار و سرد است و محل زندگی کوهنشینانی به نام کادوسی (Cadusii) و آماردی (Amardi) و تپوری (Tapyri) و کرتی (Cyrtii) و سایر مردمان دیگراست، حاصلخیز است.

احمد کسروی در کتاب کاروند از قول استرابون می‌نویسد:

استرابون مورخ یونانی در کتاب جغرافیای خود که دو هزار سال پیش نوشته است، اقوام کوه نشین سرزمین ماد را بدینسان نام می‌برد: کردتیان، آماردان، تپوران، کادوسیان.

شرف‌خان بدلیسی مورخ قرن دهم در کتاب شرفنامه (یا تاریخ مفصل کُردستان) در مورد لفظ کُرد می‌گوید:
«لفظ کُرد تعبیر از شجاعت است، چرا که اکثر شجاعان روزگار و پهلوانان نامدار از این طایفه برخاسته‌اند؛ مانند رستم زال که در ایام حکومت پادشاهی کی‌قباد می‌زیسته و از طایفهٔ اکراد بوده و چون تولد او در سیستان بوده، به رستم زابلی اشتهار یافته است»...
و سپس در مورد معنای واژهٔ کُرد نتیجه‌گیری می‌کند:
واژه کُرد به معنی مرد جنگی دلیر؛ مرد شمشیرزن و مرد دلاور است.

### کُردها و هوری‌ها
منابع سریانی اولیه از اصطلاحات هوردانای(Hurdanaye)، کوردانای(Kurdanaye) و کوردایه(Kurdaye) برای اشاره به کردها استفاده می‌کنند. به گفته میکائیل سوری، هوردانای از اعراب جدا شد و به امپراتور بیزانس تئوفیلوس پناه بردند. او همچنین از سپاهیان پارسی یاد می‌کند که در سال ۸۴۱ با موسی رئیس هوردانای در منطقه قَردو(Qardu) جنگیدند. به گفته بارهبریوس، پادشاهی به نام کردانای(Kurdanaye) ظاهر شد و آنها در سال ۸۲۹ علیه اعراب قیام کردند. در قرن ۲۲ پیش از میلاد، شیروان و به‌طور کلی نیمهٔ شمالی استان ایلام، به نام هورتی(Hurti) شناخته شده است. بر پایه نظریه ای از مهرداد ایزدی هوری‌ها اجداد باستانی کردها بودند که به اسامی خوریت(Khurrites) و هوریت (hurrites) در منابع تاریخی ذکر شده‌اند. هوری‌ها در مدتی طولانی در مناطق کوهستانی زاگرس- توروس-پنتوس گسترش یافتند و در دشت‌های مجاور بین‌النهرین و فلات ایران نفوذ کردند. با این حال، آنها هرگز خیلی از کوه‌ها دور نشدند. چهار مرکز تجاری افسانه ای، آراپها، ملیدی، آراتا و واشوکانی در تجارت بین منطقه ای خود با اقتصادهای خارج از کوهستان محصولات خود را با نام هوری ارائه کردند. با قطعیت، آراپها در کرکوک مدرن، ملیدی با ملطیه، در حالی که آراتا و واشوکان به ترتیب با مکان‌های باستانی غنی گودین تپه (نزدیک کنگاور در جنوب شرقی کردستان، ایران) و تل فخاریا (غرب قامشلی، در غرب - مرکز کردستان، سوریه) شناسایی می‌شوند. در اواسط هزاره دوم پیش از میلاد، به نظر می‌رسد که فرهنگ و مردم کردستان تحت یک هویت هوری متحد شده است. ایزدی نزدیک به سه چهارم نام‌های طوایف کردی و تقریباً نیمی از نام‌های توپوگرافی و شهری را نیز دارای منشأ هوری می‌داند. بسیاری از نقوش خالکوبی که توسط کردها بر روی بدن خود طرح می‌گردد به عنوان کپی از روی مجسمه‌های هوری دیده می‌شود. برخی از نقوش هوری به‌طور برجسته بر روی دیوار زیارتگاه لالش حکاکی شده است. پژوهش در داده‌های ژنتیک از میان ۷۷۴۶ کرومزوم مربوط به سه جمعیت کُرد در گرجستان، ایران و عراق نشان داد کُردها به یک بستر ژنتیکی باستانی تعلق دارند. بر اساس شواهد دیگر از جمله اپیدمیولوژی و فارماکوژنومیک و همچنین انسان‌شناسی گفته می‌شود که یکی از کهن‌ترین گروه‌های اجدادی کردها، هوری‌ها بوده‌اند. با این حال هیچ نتیجه قطعی برای استنباط اینکه بیشتر مردم کرد یا از خاورمیانه یا از آسیای مرکزی سرچشمه گرفته‌اند وجود ندارد. لورنس وادل میتانی هارا ماد‌های نخستین توصیف کرده است.میتانی‌ها مردمانی با زبان هوری، زبانی غیر سامی و هندواروپایی بودند. نخستین پادشاه میتانی به نام کِرتا یک پادشاه افسانه‌ای هوری است. به‌طور سنتی تصور می‌شود که او سلسله میتانی را پایه‌گذاری کرده است. کشف مهری مربوط به ۱۵۴۰ پیش از میلاد که روی آن نوشته شده بود «شوتارن، پسر کرتا، پادشاه میتانی.» ظهور میتانی تحت فرمان کرتا را نشان می‌دهد.

### پیش از مهاجرت آریاها
ریشه واژهٔ کرد به درستی مشخص نیست. دانشگاه کمبریج نخستین اشاره به نام کرد را لوح سومری هزاره سوم پیش از میلاد می‌داند. در اسناد کهن تمدن ماری مربوط به چهار هزار سال پیش بارها به دولت شهری در شمال موصل به اسم کُردا اشاره شده است که پادشاه آن را شَرکُردا می‌نامیدند که در زبان هوری شَر به معنای سرکرده و رهبر است. رینولدز بر این باور است نام کرد از واژه کردو که برای نخستین‌بار در یک سنگ‌نبشته سومری مربوط به هزارهٔ سوم پیش از میلاد با عنوان «زمین کار-دا» آمده است در ارتباط است. کردو از نظر ریشه‌شناسی مربوط به اصطلاح آشوری اورارتو که همان آرارات می‌باشد است. به باور آستریان، منطقی‌ترین توضیح این است که این واژه با کیرتی‌ها (یک قبیله باستانی) در ارتباط باشد. امان‌الله قرشی قدیمی‌ترین سند را در رابطه با واژه کرد، واژه «بیت قردو» می‌داند که در عهد پادشاهی گیمیل‌سین از سلسله سوم سلاطین اور در قرن ۲۲ پیش از میلاد به کردستان فعلی عراق و ایران و ترکیه اطلاق می‌شده و حکومت آن در آن زمان به امیری به نام وردننر (Vard-nannar) سپرده شده است. وی این واژه را واژه آرامی دانسته است. در همان زمان به منطقه موسوم به جزیره ابن‌عمر در آرامی گُزرتای قردو گفته می‌شده است. از نظر قرشی کرد یک واژه گیتایی است (واژه‌ای که در یک زبان منسوخ معنا داشته و اکنون معنای خود را از دست داده است) و معتقد است که این واژه سومری یا آشوری نیست و با واژه بابلیای که بدان شبیه است و معنای پهلوان دارد تنها در لفظ شبیه است، چرا که بسیار قدیم‌تر از به قدرت رسیدن بابلی‌هاست و دیگر اینکه کرد (قردو) در ابتدا نام مکان بوده و پهلوان نمی‌تواند نام مکان باشد.
همان ناحیه بیت قردو در جغرافیای آشور، بعدها توسط یونانیان کردوئن، کردوئنه یا کردوئنا نامیده‌شد و این عقیده نیز وجود دارد که نام کرد برگرفته از سرزمین باستانی کردوئنا باشد که در جنوب دریاچهٔ وان، جایی میان موش و دیاربکر امروزی بوده است.
امان‌الله قرشی نام کردوئن را نیز واژه‌ای گیتایی و هندواروپایی غربی می‌داند که در دوران هیتی‌ها به ناحیه مزبور داده شده است. نام این محل در اسناد ارمنی به صورت کُردُخوی آمده که بخش آخر آن علامت جمع زبان ارمنی است. برخی نیز اعتقاد دارند ریشه این نام از قوم باستان گوتی گرفته شده است.

### پس از مهاجرت آریاها
واژهٔ کرد به صورت «کورت» در متون پارسی میانه دیده می‌شود و از پارسی میانه به زبان عربی به صورت «کرد» انتقال یافته است. به باور امان‌الله قرشی واژه کردو که پیشتر نام مکان بود در دوران مادها به ساکنان محل گفته شد و ساکنان سرزمین کردوئن را کردو یا کاردو نامیدند. گزنفون در بازگشت ده هزار نفر این مردم را کُردوک (کاردوخ) خوانده است. به باور او در دوران اشکانی علاوه بر کردوئن (جنوب شرقی ارمنستان قدیم و همسایه جنوبی آذربایجان) که از قدیم کردنشین بوده است، منطقه موسوم به ادیابن (هدیپ) در قلب آشور باستان به مرکزیت اربیل در کنار رود زاب نیز کردنشین بوده است.
در سال ۱۹۶۱، یکی از شاگردان معروف مینورسکی بنام دی.ان. مک کنزی که جزو سرشناس‌ترین متخصصین فارسی میانه (پهلوی) و زبان کردی شمرده می‌شود، مقاله‌ای با عنوان «ریشه‌های زبان کردی» نوشت. او با رد این دیدگاه، آن را سیاسی و تحریف تاریخ دانسته و نوشت: «موضع کردهای معاصر به تاریخ از یک انگیزه بسیار ساده سرچشمه می‌گیرد و آن هم نیاز به اجداد قهرمان است و از آنجا که دوره امپراتوری مادها هنوز به اصطلاح صاحبی ندارد، کردهای معاصر پنهان نمی‌کنند که می‌خواهند مادهای باستان را در این نقش ببینند» او در ادامه می‌نویسد: «امروزه با رشد ناسیونالیسم کردی این نام (یعنی «کُرد») چنان بکار برده می‌شود که گویا شامل همه ملل و قوم‌های ساکن بین ترک‌ها و عرب‌ها در غرب و ایرانیان خود ایران در شرق می‌شود. این تعبیر در میان مردم ایرانی (به غیر از کردها) شامل لرها و قبایل گورانی هم گردانیده می‌شود» پیش از او مینورسکی نیز تبارشناسی کردها به عنوان تیپی جداگانه در خاورمیانه را ناممکن دانسته و آن‌ها تلفیقی از تیپ عربی، نسطوری، بابلی می‌دانست.
علی جوادی تاریخ‌دان و متخصص اقوام باستانی نیز این ادعا را علاوه بر منظر نژادی، از دید زبانی نیز بررسی کرده و آن را سیاسی دانسته و معتقد است که مادها که در اواخر هزاره دوم و نخست‌های هزاره یکم پ.م. به فلات ایران کنونی و از جمله آتروپاتن بعدی آمدند، از نظر قومی با ده‌ها قبیله بومی این مناطق درآمیختند و زبانشان در مناطق مادنشین مجموعاً مادی (یعنی گونه غربی و شمال غربی زبان‌های ایرانی) شد. به همیت جهت گونه‌های زبان مادی در دوره پس از هخامنشیان تبدیل به گونه‌های مختلف فارسی میانه در آتروپاتن می‌شود و امروزه زبان‌های گیلکی، تاتی (از جمله تاتی جنوبی، آذری باستان)، تالشی، کردی، زازاکی و گورانی مشتقات معاصر آن زبان مادی باستان هستند که با دیگر زبان‌ها و گویش‌های ایرانی و به‌ویژه فارسی آمیزش یافته‌اند. بر همین اساس از دید او: «برخلاف برخی ادعاها، کردی به تنهائی باقیمانده زبان باستان مادی نیست. تصور چنین چیزی دور از جدیت علمی است.» او ادامه می‌دهد: «بیشک بخشی از «ترکیب تباری» و ژنتیک اکثر کردها به دوران ماد برمی گردد، لیکن تنها ریشه کردهای معاصر نیست که قسماً به مادها می‌رسد. آن‌ها به همان درجه نوادگان مادهای گذشته و آمیزه با اقوام و تبارهای دیگر فلات ایران و شرق آناتولی-شمال عراق هستند که آذربایجانیان و مردم همدان، گیلان، استان مرکزی، اصفهان و حتی فارس و عیلام حاملین این ترکیب قومی و تباری بشمار می‌روند.» به عبارت دیگر تمامی مردمان ساکن نواحی ماد کوچک و بزرگ که بخش بزرگی از ایران را در بر می‌گیرد، حتی آذربایجانی‌ها نیز، هرچند به زبان‌هایی متفاوت سخن می‌گویند، چنان‌که دیاکونوف اشاره می‌کند باقی ماندگان مادهای باستان هستند و کردها هیچ جایگاه متفاوتی برای مدعی میراث بری آن‌ها ندارند.

### تغییر معنایی واژه کرد در دوره پس از ورود اعراب به ایران
واژهٔ کرد در دوره پس از ورود اعراب به ایران و در متون عربی واژه کرد به معنای مردمان کوچ‌نشین و عشایر و رمه‌گردان انتقال یافت و از بار معنایی قدیمی و باستانی خود خارج گردید. پس از حمله اعراب به ایران، ایرانیان دست به شورش‌های متعدد و مقاومت زدند (از جمله بابک خرمدین). مثلاً محمد بن جریر طبری می‌نویسد:
…در همین روز خبر رسید که «موصل» بشوریده و کردان در آن‌جا پراکنده‌اند. مُسَیب بن زُهیر، حاکم کوفه، که دوست برمکیان بود، به منصور خلیفه عباسی پیشنهاد کرد که کار خواباندن شورش کردان را به خالد برمکی واگذارد که «او برای خواباندن آن شورش تواناست». منصور این پیشنهاد را پذیرفت و خالد را به حکومت موصل برگماشت….
بسیاری بر این باورند که کردوئنه همان مکانی است که امروزه کردستان نامیده می‌شود. و دانشنامه کلمبیا این ارتباط را ذکر کرده است.
برخی از دانشوران قرن نوزدهم نظیر جرج رولینسن کردوئنه و کاردوخی را با کردهای امروزی یکی دانستند و اظهار کردند کاردوخی معادل لغوی باستانی کردستان است. برخی منابع آکادمیک تازه معتقدند باید پروتو-کرد دانسته شود. نمونه‌های زیادی از این‌گونه نام‌ها وجود دارد که به دلیل سختی بیان حرف «خ» در لاتین است. با اینحال باور بر این است که مردم کردوئنا به زبانی ایرانی سخن می‌گفته‌اند. بعد از تمدن کردوئنه یا کردوئنا که در اطراف دریاچه وان بود، اولین مکانی که کرد خطاب شد جاییست که تقریباً مطابق با استان ایلام کنونی تا حدود خانقین کنونی در عراق بود.شرف‌الدین بدلیسی حدود کردستان را در روزگار صفوی و در کتاب شرفنامه خود ذکر می‌کند و در شرفنامه سرزمین کردستان و حکام کرد را برمی‌شمارد.
لسترنج می‌گوید آنچه دربارهٔ اصل ایالت کردستان می‌گویند این است که در دوره امپراتوری سلجوقیان، سلطان سنجر سلجوقی قسمت غربی ایالت جبال یعنی آنچه که از توابع کرماشان بود جدا کرد و آن را کردستان نامید و برادرزاده خود سلیمان شاه معروف به ابوه یا ایوه را فرمان‌فرمای آنجا قرار داد.
در دوران اسلامی واژه کرد به معنای رمه‌گردانان و کوچ‌نشینان ایرانی‌تبار به کار رفته است و طوایف دیگر ایرانی را نیز «کرد» نامیده‌اند. از دوران سلجوقیان، مناطق وسیع کوهستانی غرب فلات ایران کردستان نام می‌گیرد. اما معنای اجتماعی واژه کرد هنوز ادامه دارد و شرف‌خان بدلیسی کردها را بر پایهٔ شیوهٔ زندگی و اجتماعی نزدیک، به چهار گونه تعریف می‌کند که از نظر زبان و شیوه زندگی از یکدیگر متفاوتند: کلهر، لر، گوران و کرمانج. ولی او مردمان رعیت که چنین شیوه زندگی را نداشتند یا جزو قبیله‌ای نبودند را کرد حساب نمی‌کند. مینورسکی نیز در رابطه با این عبارت شرفخان بدلیسی بر این نظر است که کرمانجی (کرمانجی شمالی، کرمانجی میانی و کرمانجی جنوبی) را امروز بتوان جزو زبان‌های کردی دانست.
حمزه اصفهانی در کتاب سنی ملوک الارض و الانبیا می‌نویسد: «پارسیان، دیلمیان (یکی از گروه‌های مهم ایرانی‌تبار) را کردهای طبرستان می‌دانستند - چنان‌که اعراب را کردهای سورستان.»
ولادمیر الکسیویچ ایوانف می‌گوید نام کرد در سده‌های میانه (کم و بیش از سده پنجم میلادی تا شانزدهم میلادی) نامی بود که بر همهٔ رمه‌گران و کوچ‌گران ایرانی اطلاق می‌شد.
دیوید نیل مکنزی می‌گوید: اگر به حدود دوران گسترش امپراتوری عرب‌ها نگاه کنیم، خواهیم یافت که عنوان کرد با رمه‌گر و کوچ‌گر دارای یک معنی است.
مارتین فان براینسن، پژوهشگر هلندی و کردشناس می‌گوید :

نام قومی «کرد» که در منابع قرن نخست اسلام دیده می‌شود بر یک پدیده رمه‌گرایی و شاید واحدهای سیاسی نامیده می‌شد و نه یک گروه زبانی. یک یا دو بار «کردهای عرب» در منابع نام برده شدند. اما در پایان قرن دهم میلادی، این نام برای گروه‌های متعدد رمه‌داران و کوچ‌گران ایرانی‌زبان به کار می‌رفته است که از دریاچهٔ وان تا دریاچهٔ ارومیه و مناطقی از قفقاز زندگی می‌کردند. اگر در آن زمان روستانشینی بودند که به زبان‌های کردی امروز تکلم می‌کردند، هنوز نام «کرد» در آن زمان شامل آن‌ها نمی‌شد.
ولادمیر مینورسکی ایران‌شناس و مورخ و کردشناس نیز می‌گوید:
در زمان پس از حمله اعراب، لغت قومی‌کرد برای تیره‌های قبایل گوناگون ایرانی‌تبار و ایرانی‌شده بکار می‌رفت.
ریچارد فرای، ایران‌شناس و پروفسور دانشگاه هاروارد نیز می‌گوید:

قبایل همیشه بخشی از تاریخ ایران بودند هرچند منابع در مورد آن‌ها کم است زیرا آن‌ها خود تاریخ‌ساز نبودند. عنوان فراگیر و عامیانه «کرد» که در بسیاری از کتاب‌های عربی و حتی پهلوی (کارنامه اردشیر بابکان) دیده می‌شود نامی بود که فراگیرنده همه کوچ‌گران و چادرنشینان بود حتی اگر با مردمانی که امروز نام «کرد» دارند از پیوند زبانی نبودند. برای نمونه، برخی از منابع مردمان لرستان را کرد نامیدند و همچنین قبایل کوهستان و حتی بلوچان کرمان.
در کارنامه اردشیر بابکان (پاپکان) هم کردان به معنی عشایر و شبان آمده است، نه نام و نژاد یا قبیله. در زبان طبری امروز نیز کلمهٔ کرد به معنی چوپان و شبان است.
آنچه که روشن است، تحول واژهٔ کرد از یک معنی اجتماعی و شیوهٔ زندگی گروه‌های مختلف ایرانی‌تبار به معنی قومی امروز آن بسیار طول کشید.

### در رد نظریهٔ کوچ‌نشین‌بودنِ معنای کُرد
نام کرد بارها در کتیبه‌های سومر، آشور و بابل آورده شده است. فردیناند هنر بیشلر ریشهٔ اسم کرد را سومری می‌داند
نام کُرد مشتق شده از گوتی نه تنها گوتیوم در کردستان معاصر (مابین استانهای کرمانشاه، لرستان و کردستان) واقع شده است خود نام «کُرد ” توسط محققان به عنوان تنها شکل تغییر یافته از واژه کهن «گوتی» مشاهده شده است. پروفسور هوورت موافق با اشتقاق کُردستان از گوتیوم بوده، و لغت باستانی برای کُردها، ” کاردوخی» یا «کاردو ” بابلی‌ها برای کُردها، با ‘گوتی» یکسان می‌داند هونیگمن به همین ترتیب نام «کرد» از کلمه “گوتی ” مشتق می‌کند: “کردها بومی، افراد غیر عرب که برای هزاران سال در خاورمیانه زندگی می‌کرده‌اند. نامشان از گوتی باستان (گوتی-گورتی-کردی)، فاتحان بابل مشتق شده است. ته لک بر این عقیده است که: ” دست کم دو خط از تبار قابل مشاهده است، که در برگیرنده تمام شاخه‌های خود را در منطقه اصلی در حال حاضر از کُردها هستند. اکثریت قریب به اتفاق محققان از زمینه‌های مختلف تاریخ، مردم‌شناسی، مردم نگاری و زبانشناسی کُردهای معاصر را به عنوان بازماندگان گوتین‌های باستانی سومر باز شناخته‌اند. نام‌های محلی شواهد فراوان در حمایت از ارتباط بین کُردها و گوتیَن‌ها بیشتر به وسیله نام‌های مکانی کُردستان فراهم شده است. در واقع، نام محلی کوه جودی و قبیله کُردزبان جودیخانلو بقایای فسیلی نام پر هیبت پشت سر گذاشته توسط «گوتی‌ها» هستند.
استرابون تاریخ‌نگار و جغرافی‌دان یونانی در کتابش، جغرافیا، از سرزمین کردستان به عنوان گوردیان نام برده است که شباهت زیادی به اسمه کرد کنونی و گرد ایرانی دارد
استرابون اقوام کادوسی، آماردی، تپوری و کرتی را به عنوان اقوام کوهستان‌نشین ماد یاد می‌کند. استرابون می‌نویسد:

تمام مناطق این کشور به استثنای بخشی به سمت شمال که کوهستانی و ناهموار و سرد است و محل زندگی کوهنشینانی به نام کادوسی (Cadusii) و آماردی (Amardi) و تپوری (Tapyri) و کرتی (Cyrtii) و سایر مردمان دیگراست، حاصلخیز است.

احمد کسروی در کتاب کاروند از قول استرابون می‌نویسد:

استرابون مورخ یونانی در کتاب جغرافیای خود که دو هزار سال پیش نوشته است، اقوام کوه نشین سرزمین ماد را بدینسان نام می‌برد: کردتیان، آماردان، تپوران، کادوسیان.

ای.ام. ارانسکی زبانشناس روسی در کتاب فقه‌اللغه ایرانی می‌نویسد ارمنی‌ها به کردها کردوک و سریانی‌ها نیز قردو می‌گفتند. در کتیبه‌های توکولتی نینورا پادشاه آشور بارها از مردمانی به اسم گوتی و گاهی کورتی نام برده شده است در متون پارسی میانه نیز بارها به اسم کورت خطاب به مردمان کرد برمی‌خوریم که این اسم بعد از حملهٔ مسلمانان و تسلط زبان عربی بر ایران به (کرد) تغییر یافت
جرارد رایور در کتاب الکرد فی المصادر القدیمیه نوشته است در طول تاریخ از کردها به اسمهای مختلفی از جمله کاردو، کوردوئینی، کوردیایوس، کوردیایا و کورتی نام برده شده است
دکتر ادریسیان در کتاب کرد و کردستان از وجود اسم سرزمین کارداکا در کتیبه‌های سومری نام می‌برد و اسمهای گوتی، کورتی و کاردو را یکی می‌داند که توسط زبانهای مختلف دیگر ملل هربار به یک نحو از آنها نام برده شده است
گزنفون و آریستوبولوس از سرداران یونانی مردمان کرد را کاردو و کاردوخی نامیده‌اند که تمدن کوردوئنه را در شمال میان‌رودان تشکیل دادند. دانشنامه کلمبیا این ارتباط را ذکر کرده است. برخی از دانشوران قرن نوزدهم نظیر جرج رولینسن کردوئنه و کاردوخی را با کردهای امروزی یکی دانستند و اظهار کردند کاردوخی معادل لغوی باستانی کردستان است

### کتاب‌ها و لغت‌نامه‌ها در رابطه با واژه کُرد
قاموس‌الاعلام ترکی عثمانی: کُردها در شرق امپراتوری عثمانی و غرب ایران و جاهای دیگر ساکن‌اند، آنان قوم بزرگی‌اند که به شاخه‌ای از آریاییان ایرانی نسبت داده می‌شوند. کُردها معمولاً جسور و جنگاور و سوارکار هستند؛ آدم‌هایی ماهر و هنرمند بار می‌آیند، در علم، تربیت و تمدن‌هم استعداد فوق‌العاده‌ای دارند.

فرهنگ فارسی عمید: (تلفظ پهلوی: KURT)، قومی آریای که در نواحی غربی ایران، عراق، ترکیه و سوریه بسرمیبرند و به طوایف زیادی تقسیم می‌شوند، کُردهای ایران بسیار دلیر هستند و اغلب به زبان کُردی تکلم می‌کنند و مذهب تسنن دارند، طوایف معتبر آنها عبارت‌انداز مکری، کلهر، شکاک، سنجابی، کلیایی، اردلان، زنگنه و کرند.

فرهنگنامه فارسی، واژگان و اعلام: کرد/KORD اسم یک قوم سفیدپوست آریایی، بومی ایران باختری، عراق، سوریه، ترکیه و ارمنستان.

لغت‌نامه دهخدا: کُرد، اقوام ایرانی ساکن ایران، ترکیه، عراق، قفقاز.

فرهنگ بزرگ جامع نوین عربی-فارسی: کُرد-اکْراد؛ طایفه‌ای هستند در قسمت غربی ایران و شمال عراق.

فرهنگ جدید عربی-فارسی (منجدالطلاب): کُرد (الکُرْد-الکْراد) طایفه کُرد، اکْراد.

فرهنگ معاصر عربی-فارسی آذرتاش و آذرنوش:  الکُردْ: کُردها، نژاد کُرد؛ بلادالکُرد: کردستان، سرزمین‌های کردنشین؛ جبلُ‌لاکْراد: کردستان.

## محدوده قومی
مردم کرد از اقوام اصیلی هستند که در بسیاری از نقاط ایران و نیز در بخش‌های دیگری از خاورمیانه و آسیای مرکزی زندگی می‌کنند. روشن است که محدوده تاریخی و سیاسی کردستان با محدوده قومی واقعی آن منطبق نیست؛ بنابراین محدوده هر یک از سرزمین‌های مورد نظر باید کم و بیش، حدودی تعریف شوند.

در حالی که بسیاری از کردها در خارج از کردستان قومی زندگی می‌کنند، بسیاری از غیر کردها هم در کردستان زندگی می‌کنند. در ترکیه، کردها همه‌جا هستند؛ ولی در شمال برخی اوست‌ها و چرکس‌ها و در جنوب برخی مسیحیان سیریاک و یاکوبی هم زندگی می‌کنند. ارامنه کاملاً محو شده‌اند. در ایران، در غرب دریاچه ارومیه و در عراق در منطقه دهوک-زاخو و کرکوک برخی کلدانی‌ها و آشوریان و در شهرهای اندکی ارامنه زندگی می‌کنند. یهودیان که زمانی حضور زیادی داشتند از ۱۹۴۸ میلادی همگی مهاجرت کرده‌اند. در کرکوک برخی ترکمن‌ها زندگی می‌کنند.

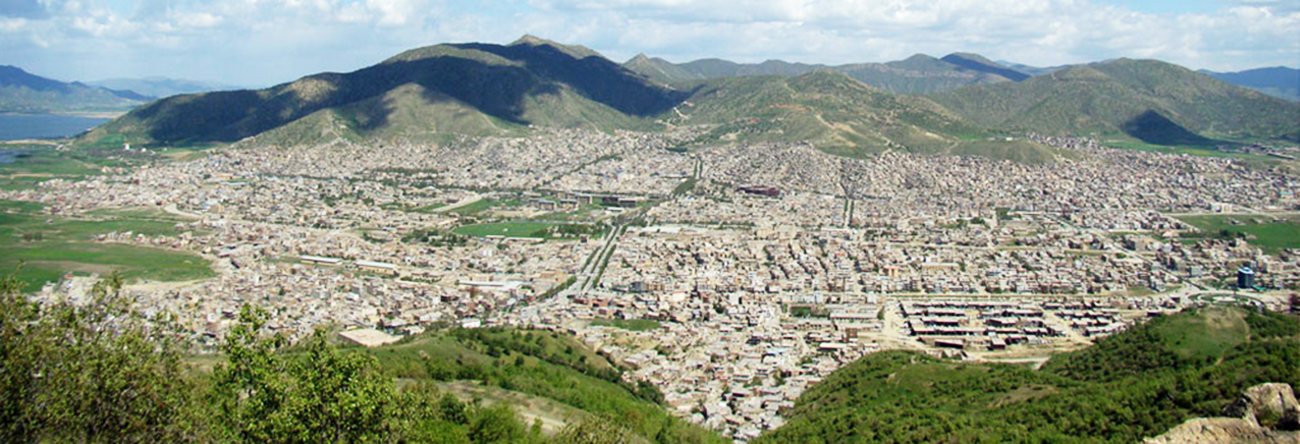
مریوان، استان کردستان ایران

### کردستان ترکیه
در ترکیه، کردها در سرتاسر ناحیه شرقی کشور زندگی می‌کنند. بنا بر تروتر، حد محدوده‌شان به شمال خط دیویغی-ارزروم-قارص بود. در ناحیه ارزروم خصوصاً در شرق و جنوب شرق یافت می‌شوند. کردها همچنین شیب‌های غربی کوه آرارات، باشندگان اصلی بخش‌های کاقیزمان و توزلوجااند. در غرب، آن‌ها در کمربند پهنی ماورای فرات و در ناحیه سیواس، بخش‌های کانغالی و دیوریغی حضور دارند. کل منطقه شامل نواحی شرق و جنوب شرقی این حدود می‌شود. برخی گروه‌های مهم کرد در هیمنه و در شهرهای بزرگ استانبول، آنکارا و ازمیر هستند. به اختصار از ۸۱ ایل یا استان ترکیه کردها در ۲۱ ایل زندگی می‌کنند؛ که در شمال شرقی، استان‌های ارزنجان، ارزروم و قارص، در مرکز، از غرب به شرق و شمال به جنوب استان‌های ملطیه، تونج‌ایلی، الازیغ، موش، کاراکوزه (اغری)، سپس آدیامان، دیاربکر، سعرد، بیتلیس، و وان، نهایتاً استان‌های جنوبی شانلی‌اورفه، ماردین و چلامریک (حکاری) هستند.

مناطق کردنشین ترکیه

همچنین جمعیت شایان توجهی از کردها در سراسر فلات آناتولی تا کرانه‌های دریای مدیترانه پراکنده‌اند. این جمعیت که بیش‌تر کردهای آناتولی مرکزی خوانده می‌شوند بیش‌تر باشندگان برخی استان‌های مرکزی آناتولی چون استان قونیه را شکل می‌دهند. بیشتر جمعیت کردهای ترکیه سنی‌مذهب هستند، اما جمعیت قابل توجهی از آنان را نیز علوی‌ها تشکیل می‌دهند.

### کردستان ایران

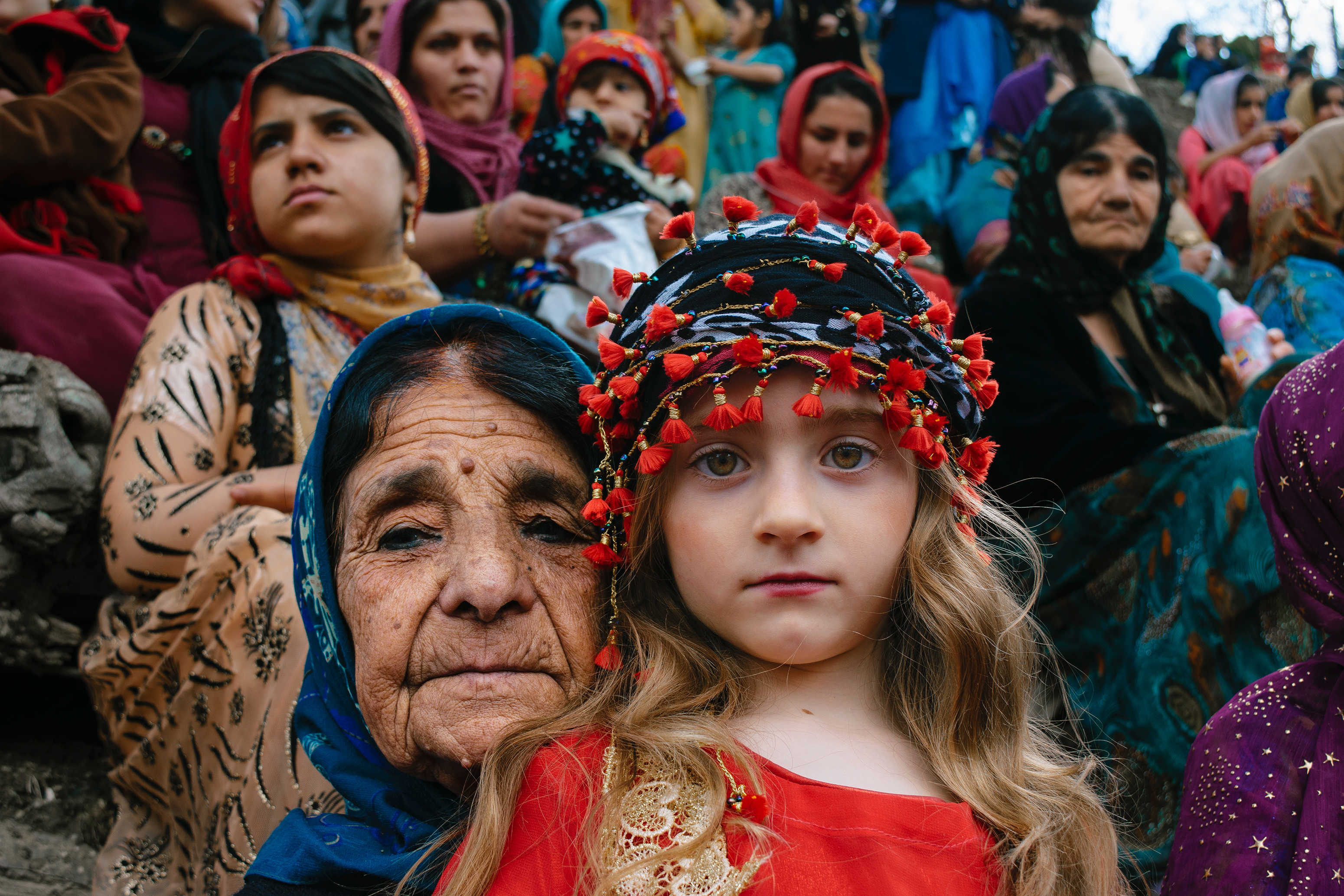
نگاره‌ای از یک دختر کرد و مادربزرگش در شهرستان سروآباد

در ایران، کردها در بخش‌هایی از شمال غربی و غرب کشور زندگی می‌کنند. کردها در استان آذربایجان غربی در بیشتر شهرها و شهرستان‌های این استان مانند بوکان، مهاباد، پیرانشهر، سردشت، اشنویه، ارومیه، نقده، ماکو، شوط، پلدشت، چایپاره، خوی، سلماس چالدران، شاهین‌دژ و تکاب زندگی می‌کنند. در استان کردستان به مرکزیت سنندج در سقز، بانه، مریوان، قروه، بیجار، دیواندره، کامیاران، دهگلان، سروآباد و اورامان؛ در استان همدان در شهرهای اسدآباد، ایل چهاردولی؛، نهاوند در استان کرمانشاه به مرکزیت کرمانشاه در کنگاور، صحنه، اسلام‌آباد غرب، گیلانغرب، سرپل ذهاب، پاوه، سنقر، جوانرود، روانسر، دالاهو، ثلاث باباجانی و قصر شیرین، هرسین و در استان ایلام به مرکزیت ایلام در شهرستان‌های ایلام، چوار، آبدانان، بدره، ایوان، ملکشاهی، مهران، سیروان و چرداول و دهلران کردنشین هستند.
همچنین در گروه‌های جداگانه دیگری از کردها در خراسان نظیر بجنورد، قوچان، درگز، کلات، شیروان، فاروج، اسفراین و در استان فارس مانند آباده و کرمان نیز زندگی می‌کنند. کردهای زیادی در شهرهای بزرگی چون حومه تهران و مشهد زندگی می‌کنند. در شرق و خارج از ایران، ایل مهم کردی در بلوچستان یافت می‌شود. شهر کرمانشاه پرجمعیت‌ترین شهر کردنشین ایران است.

### کردستان عراق
در عراق کردها در شمال و شمال‌شرقی کشور در استان‌های اربیل، سلیمانیه، دهوک و قسمت‌هایی از استان‌های نینوا و دیاله، کرکوک و صلاح‌الدین حضور دارند. سمچر و شیخان مردمی یزیدی دارند. لواهای کرکوک اربیل و سلیمانی (تماماً کرد) و لوای دیاله، ناحیه‌های خانقین و مندلی که در آن کردهای ایران از غرب زاگرس همسایه‌اند. کردهای در بغداد و موصل پرشمارند.
جدا از اشتراکات دیرینه تاریخی و فرهنگی کهن میان ایرانیان و کردهای عراق، مانند اسطوره‌ها و آئین‌هایی چون نوروز)، حکومت‌های معاصر ایران نیز ارتباط خوبی با کردهای عراق داشته‌اند. پس از انقلاب ۱۳۵۷ ایران جمهوری اسلامی ارتباط خود با دو حزب مهم کردی عراق حزب دموکرات کردستان عراق و اتحادیه میهنی کردستان حفظ کرده است. بسیاری از زخمی‌های خیزش شعبانیه در سال ۱۹۹۱ میلادی در بیمارستان‌های ایران درمان شدند. بسیاری مردم عادی (برای کار) و رهبران کرد (به خاطر مسائل سیاسی) در ایران زندگی کرده‌اند. برای نمونه، مسعود بارزانی متولد مهاباد است. در جنگ ایران و عراق نیز کردهای مبارز علیه صدام، همکاری‌های وسیعی با ایران داشتند. در دهه ۱۹۹۰ میلادی در جریان درگیری میان دو حزب عمده کرد، ایران (و آمریکا) میانجیگر صلح بین آن‌ها بودند.

### کردستان سوریه
در سوریه آن‌ها در سه بخش شمال کشور و در جنوب اتوبانی که سرحدی را شکل می‌دهد حضور داشته و با همتایانشان در ترکیه در تماس مستقیم هستند. کمربندی ۴۰ کیلومتری در داغ کرد؛ گروهی در محدوه ۶۰x۴۰ کیلومتری در شرق فرات در نزدیکی جرابلس و نهایتاً کمربندی ۲۵۰ کیلومتری در ۳۰ کیلومتری در جزیره بین خابور حضور دارند. دمشق، حمات و حلب هزاران کرد دارند.

### قفقاز
در ماوراء قفقاز، هنوز کردهایی زندگی می‌کنند. در ارمنستان در رایون‌های اپران، بسرگچر، هوکتمبریا تالین و اچمیادزین، در جمهوری آذربایجان ۲۵ روستا در رایون‌های کلباجان، لاچین و کوباتلی هستند. کردهایی در باکو، ایروان و تفلیس زندگی می‌کنند.

### حدود کردستان
حدود نادقیق سرحدات کردستان از تخمین دقیق مساحت آن جلوگیری می‌کند. دانشنامه بریتانیکا، طول کردستان را ۶۰۰ مایل (۹۶۰ کیلومتر) و پهنایش را ۱۵۰ مایل (۲۴۰ کیلومتر) تخمین می‌زند. قاموس العالم، استانبول ۱۸۹۶ که دربارهٔ ولایات کرد عثمانیست طول آن را ۹۰۰ کیلومتر و پهنایش را بین ۱۰۰ تا ۲۰۰ کیلومتر می‌نویسد. در حال حاضر، استان‌های مختلف کردستان ۱۹۰۰۰۰ کیلومتر مربع را در ترکیه، ۱۲۵۰۰۰ کیلومتر مربع را در ایران، ۶۵۰۰۰ کیلومتر مربع را در عراق، و ۱۲۰۰۰ کیلومتر مربع را در سوریه در بر می‌گیرند. کل مساحت کردستان حدوداً ۳۹۲۰۰۰ کیلومتر تخمین زده می‌شود.

## تاریخ
اقوامی از آریایی‌ها که به آن‌ها ماد گفته می‌شد از جنوب سیبری حدود ۳۰۰۰ سال قبل از میلاد کوچ کرده که عمدتاً ساکن غرب ایران شدند و این اقوام با اقوام بومی که در این سرزمین ساکن بوده در هم آمیختند و به مرور زمان موفق به تأسیس اولین حکومت آریایی در غرب ایران با نام حکومت مادها گردیدند و نخستین شهرهای ایران مانند همدان، که دیاکو آن را بنیان نهاد، و ملایر را ساختند.

### دوران باستان
کشور کرداکا در یک لوح گلی سومری مربوط به هزارهٔ سوم قبل از میلاد ذکر شده است. این سرزمین در کنار «مردمان سو» قرار داشت، که جی‌آردرایور آن را بین دریاچه ارومیه و دریاچه وان جای داده است. هزار سال بعد، مردمانی که احتمالاً قورطیه (Qur-ṭi-e) نامیده می‌شدند (خوانش نامشان قطعی نیست)، به گفتهٔ درایور، این قوم با کرداکا مرتبط دانسته شده و در غرب دریاچه وان قرار داشته است، و در کتیبه‌های شاه آشوری‌ها، تیگلات-پیلسر یکم، ذکر شده‌اند. در اواخر سدهٔ پنجم پیش از میلاد، گزنفون از کاردوخویان یاد می‌کند، مردمانی که در شرق رود بوطان می‌زیستند؛ این نام بعدها به شکل‌های قَردو یا کوردوئنه و دیگر نام‌های جغرافیایی مشابه در نزدیکی کوه جودی، در کرانهٔ چپ دجله، باقی ماند. ارتباط میان واژهٔ کرد و قَردو و همچنین همانندسازی کردها با کاردوخویان، بر اساس شباهت اسامی و هم‌خوانی سرزمین محل سکونت، در آغاز سدهٔ بیستم به‌طور گسترده پذیرفته شد. اما مارتین هارتمان، تئودور نلدکه و اف.ه. وایسباخ آن را از نظر زبان‌شناختی ناممکن دانستند و در عوض، سیرتیان‌ها، قبیله‌ای ساکن در سرزمین ماد و پارس، را به‌عنوان نیاکان کردها معرفی کردند. آن زمان، پیوند میان کُرد و قردو/کاردوخوی‌ها توسط بسیاری از پژوهشگران رد شده است.
بسیاری از کُردها خود را از مادها، یک قوم باستانی می‌دانند و حتی از تقویمی استفاده می‌کنند که از سال ۶۱۲ پیش از میلاد آغاز می‌شود؛ زمانی که پایتخت آشوریان، شهر نینوا، توسط مادها فتح شد؛ که آن را گاه‌شماری کردی می‌نامند. ادعای نسبت به مادها در متن سرود ملی کردها نیز بیان شده است: «ما فرزندان مادها و کیخسرو هستیم.» هم زبان کردی و هم زبان مادی (دربارهٔ آن اطلاعات بسیار کمی در دست است) در دسته‌بندی زبان‌های ایرانی غربی قرار می‌گیرند، اما اجماع علمی کنونی بر این است که هیچ جد پیشین معتبر و مستندی برای زبان‌های کردی وجود ندارد. شواهد موجود نشان می‌دهد که کردی از زبان مادها منشعب نشده است.
دیوید نیل مکنزی نظریه‌ای ارائه کرده است که بر اساس آن، کُردی و فارسی در اوایل از زیرگروه زبانی مادها جدا شده و به‌طور موازی با هم تکامل یافته‌اند. بیش‌از سایر زبان‌های شمال‌غربی ایرانی شباهت‌های اساسیِ مشخصی میان کردی و فارسی وجود دارد که برخی پژوهشگران را به این نتیجه رسانده است که کردی از همان ابتدا در مجاورت فارسی توسعه یافته و بعداً گویشوران کردی به قلمرو مادها مهاجرت کرده‌اند.
واژه کُرد نخستین‌بار در منابع عربی قرن هفتم مشاهده شده است. کتاب‌های دوره اوایل اسلامی، از جمله آثارهای افسانه‌ای مانند شاهنامه و کارنامه اردشیر بابکان که به زبان فارسی میانه هستند، و همچنین سایر منابع اوایل اسلامی، نام کُرد را به‌طور رسمی و ثبت‌شده در آن زمان نشان می‌دهند. کُردها دارای پیشینه‌های قومی متنوع هستند.
در دوران ساسانیان، در کارنامه اردشیر بابکان، یک نوشته کوتاه‌نثر به زبان فارسی میانه، اردشیر یکم به تصویر کشیده شده که با کُردها و رهبرشان، مادیک، جنگیده است. پس از تحمل شکست سنگین اولیه، اردشیر یکم موفق شد کُردها را تحت سلطه خود درآورد. در نامه‌ای که اردشیر یکم از دشمنش، اردوان چهارم دریافت کرده است و این نامه نیز در همان کارنامه آمده، به او اشاره شده که خود کُرد است.
تو بیشتر از توانت گاز گرفته‌ای
و مرگ را برای خود به ارمغان آورده‌ای.
ای پسر کُرد، که در خیمه‌های کُردها بزرگ شده‌ای،
چه کسی به تو اجازه داد تاجی بر سرت بگذاری؟
در سال ۳۶۰ میلادی، شاه ساسانی شاپور دوم به استان رومی، زبدیکنه لشکرکشی کرد تا شهر اصلی آن، بزابد (جزیره ابن عمر امروزی) را فتح کند. او دریافت که شهر به‌شدت تحکیم شده و توسط سه لشکر و تعداد زیادی از کمانداران کُرد محافظت می‌شود. پس از محاصره‌ای طولانی و سخت، شاپور دوم دیوارها را شکست، شهر را فتح کرد و همه مدافعان آن را قتل‌عام نمود. پس از آن، او این شهر استراتژیک را بازسازی کرد، تأمین مایحتاج نمود و با بهترین نیروهای خود در آنجا مستقر شد.
قدیشای‌ها، که توسط قباد یکم در سینگارا مستقر شده‌بودند، احتمالاً کُردها بودند و شهید عبدالمسیح را عبادت می‌کردند. آن‌ها علیه ساسانیان شورش کردند و در سراسر قلمرو ایران غارت می‌کردند. بعدها، همراه با عرب‌ها و ارمنی‌ها، در جنگ ساسانیان علیه بیزانسی‌ها شرکت کردند.
همچنین یک متن قرن هفتم وجود دارد که توسط نویسنده‌ای نامشخص دربارهٔ شهید افسانه‌ای مسیحی، مار قرداغ نوشته شده است. او در قرن چهارم و در دوران سلطنت شاپور دوم زندگی می‌کرد. در طول سفرهایش گفته می‌شود که با مار عبدیشو، یک شمعون و شهید، مواجه شد؛ او پس از اینکه مار قرداغ و مرزبان‌هایش دربارهٔ اصل و نسبش پرسیدند، گفت که والدینش اصالتاً از یک روستای آشوری به نام حزا بوده‌اند، اما از آنجا رانده شدند و سپس در تامانون، روستایی در سرزمین کُردها، سکونت کردند؛ این منطقه به ناحیه کوه جودی نسبت داده شده است.

## مردم کرد

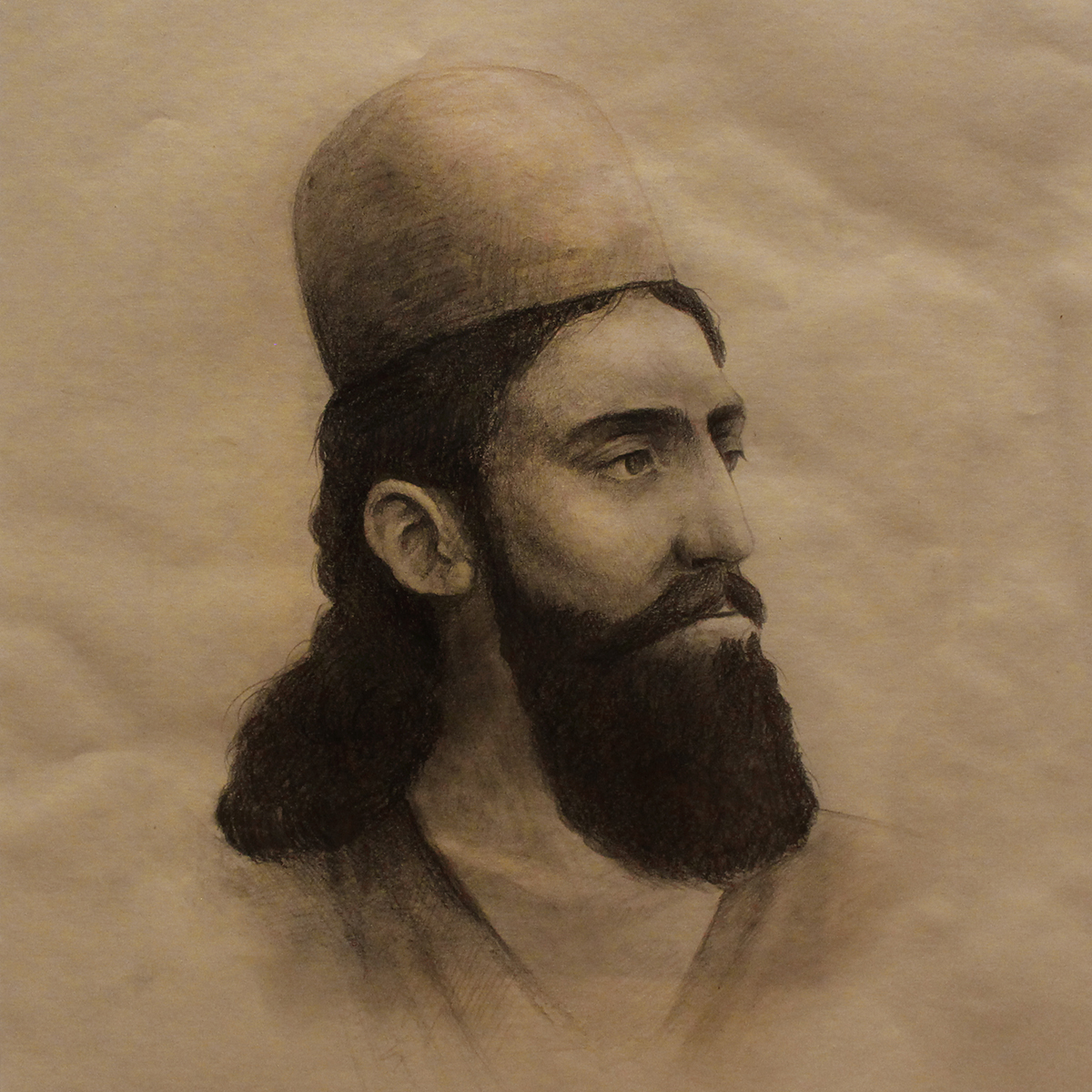
تصویری خیالی از دیاکو بر اساس کتیبه‌های سارگن دوم

به‌طور کلی از بدو تاریخ کوه‌های بالای میانرودان مسکن و جایگاه مردمی بوده است که با امپراتوری‌های جلگه‌ها یعنی امپراتوری‌های بابل و آشور در جنگ بوده‌اند و گاه آن‌ها را شکست می‌داده‌اند. حمدالله مستوفی در نزهت القلوب در قرن ۷۴۰ ه‍.ق که اسامی ۱۶ ولایت کردستان را نام برده بجز شهرزور که اکنون جز کشور عراق است همگی جز ایران و نواحی شمالی عراق از جمله موصل، کرکوک و اربیل جز ولایات عرب و ولایات دیاربکر ذکر شده‌اند. مادها پس از ورود به زاگرس اقوام بومی آنجا یعنی کاسی‌ها و لولوبیان و گوتیان و دیگر اقوام آسیانی را در خود حل کردند و زبان خود را در منطقه رواج کامل دادند.
زبان‌های کردی (سورانی/کُرمانجی) با سایر زبان‌های ایرانی مانند فارسی و بختیاری و مازندرانی (طبری) و تاتی و تالشی و گیلکی و بلوچی از یک ریشهٔ واحد هستند.
در دوره‌های تاریخ، منطقهٔ کردستان بخشی از امپراتوری‌های ماد، هخامنشی، سلوکی، اشکانی و ساسانی گشت. در زمان ساسانیان منطقه امروزی عراق را ناحیه آسورستان یا دل ایرانشهر می‌نامیدند. بیشتر بخش شرقی منطقه امروزی کردستان عراق در زمان ساسانیان در استان شادپیروز قرار داشت.

دختر زیبای کرد اثر عباس کاتوزیان

تمام سرزمین کردستان یکی از ایالات ایران بوده است. در جنگ چالدران (۱۵۱۴ میلادی) بر اثر شکست ایران در برابر امپراتوری عثمانی بخش بزرگی از کردستان از ایران جدا شد و نصیب امپراتوری عثمانی گردید. حضور کُردها در حیطه نفوذ و اقتدار دو امپراتوری موجود، خواه ناخواه پای کُردها را به مناقشات باز می‌کرد. بر اساس قراین تاریخی کُردها به واسطه ساختار قبیله‌ای و رقابت‌های درون قبیله‌ای برای حفظ اقتدار و قدرت خود بدون توجه به ایدئولوژی و مذهب قدرت‌های موجود به یکی از آن قدرت‌ها گرایش پیدا می‌کردند. در این بین هر کدام از دو امپراتوری دارای دیدگاه‌های واقع بینانه‌تر و منطقی‌تر بوده‌اند، می‌توانستند از این قوم و قبایل در راستای منافع خود بهره بگیرند. با بهره‌گیری شاهان صفویه و بعدها قاجاریه از اهرم قدرت ایل‌های کرد در مرزهای غربی پس از جنگ چالدران، ایران در چندین نوبت بر امپراتوری عثمانی غلبه نمود. هر چند در این میان برخی از ایل‌های کرد جدا شده از ایران به امپراتوری عثمانی یاری می‌رساندند که هیچ‌گاه موفقیتی کسب نکردند و تجاوزات آن‌ها با شکست همراه می‌شد. امپراتوری عثمانی سال‌ها بر بخش جداشده سرزمین کردستان از ایران، فرمان راندند تا این‌که با پایان جنگ جهانی اول و نابودی امپراتوری عثمانی متصرفات آن: سرزمین کردستان، سرزمینهای عربی، آسیای کوچک و بالکان تدریجاً تقسیم یا مستقل گردیدند. بخش جداشدهٔ سرزمین کردستان از ایران، در نقشهٔ جغرافیای امروزی در سه کشور ترکیه، عراق، و سوریه قرار می‌گیرد.

## جمعیت و سرزمین کردستان

نقشه قدیمی و معتبر از منطقه کردستان تهیه شده در مصر سال ۱۹۴۶ میلادی

به علت اینکه آمارگیری دقیقی از جمعیت کردها انجام نگرفته است، تمام آمارهای ارائه شده تخمینی هستند. بنا بر برآوردهای غیررسمی جمعیت و مساحت این منطقه به‌طور تقریبی در سال ۲۰۰۹، ۲۸٬۵ تا ۳۰ میلیون تن در منطقه‌ای به وسعت ۱۹۰۰۰۰ کیلومتر مربع است. ناحیه زیست کردزبان‌ها عمدتاً کوهستانی است که از شرق به دامنه‌های شرقی کوه‌های زاگرس منتهی می‌شود. از این قسمت به طرف جنوب و حد فاصل همدان و سنندج امتداد می‌یابد. در طرف جنوب هم کرمانشاه، و تا جنوب استان ایلام و از طرف دیگر به کرکوک و موصل ختم می‌شود. از شمال به طرف ماردین، ویران‌شهر و شانلی‌اورفه امتداد یافته، آن گاه از شمال به طرف ملاطیه و حوزه رود فرات می‌رود تا به کمالیه می‌رسد. در قسمت‌های شمالی کردستان محدود به کوهستان‌های مرگان‌داغ و هارال‌داغ است که به طرف ارزنجان و ارزروم امتداد می‌یابد. البته در تمام مناطق ذکر شده بسیاری اقوام غیر کردزبان نیز زندگی می‌کنند.
کوه‌های این منطقه در زمستان پوشیده از برف است و در تابستان با آب شدن برف‌ها، به مانند فرشی سبز رنگ از زیباترین مناطق دیدنی جهان می‌شود. چراگاه‌های آن که در دوران‌های دور پرورش‌دهندهٔ اسب‌های مادی بوده‌اند امروزه نیز برای چرای رمه‌ها و دام‌های ایل‌های کرد ایران از اهمیت به سزایی برخوردارند. مناطق کردستان اگر چه کوهستانی است، دارای دره‌های وسیع و حاصل‌خیزی نیز هست.

## زبان کردی
کردی از ریشه زبان‌های ایران قبل از حمله اعراب به ایران است. این زبان از عربی و ترکی تأثیر چندان نپذیرفته و کمابیش اصیل مانده است. زبان کردی دارای ادبی پهناور است. قدیم‌ترین نوشته به زبان پهلوی اشکانی قباله‌ای است که از اورامان در کردستان به دست آمده. زبان کردی با دسته شمالی لهجه‌های ایرانی غربی و از زبان‌های مهم دسته شمال غربی به‌شمار می‌رود اما نزدیکی زیادی با زبان پارسی باستان و پارسیگ ساسانی دارد و صاحب همتون و تصنیف‌ها و قصه‌ها و سنت‌های ادبی است.
زبان کردی به پنج دستهٔ عمده تقسیم می‌شود.
۱. شمالی یا کرمانجی (شامل سنجاری، جدیکانی، ارفی، بوتانی، بایزیدی، هکاری، سورچی، کرمانجی خراسانی، شکاکی، وانی، شمدینانی، جزیری و بادینانی) ۲. میانی یا سورانی (شامل مکریانی، پژدری، خوشناوی، اربیلی، اردلانی، سلیمانیه‌ای، ورماوه‌ای، گرمیانی، کرکوکی، بنگردی، رواندزی و جافی) ۳.جنوبی (شامل:
کردی ایلامی، کردلی، کرماشانی، کلهری، لکی، کردی بغدادی) ۴. زازاکی یا زازایی درمحدودهٔ گویش‌های شمالی است (شامل:کردکی. کرمانجکی. دملکی)۵. هورامی یا گورانی درمحدودهٔ گویش میانی است (شامل: حلبچه ای. پاوه‌ای. مریوانی) تقسیم می‌شود. در کل، زبان کردی میانجی دو زبان بزرگ قبل از اسلام یعنی پهلوی اشکانی و پهلوی ساسانی است؛ هرچه به شمال برویم زبان کردها به پهلوی اشکانی نزدیک می‌شود و هرچه به سمت جنوب بیاییم به زبان پهلوی ساسانی نزدیک می‌شود. گرنوت وینفوهر بیشتر کردی را نزدیک به زبان پهلوی اشکانی می‌داند. در کل، زبان کردی به پارسی نزدیک‌تر است تا اشکانی. زبان‌های گورانی و زازکی هم به پارتی اشکانی_مادی نزدیک‌ترند. مک کنزی پس از بررسی بسیاری از گونه‌های زبان‌های ایرانی درمقاله معروفش بنام «ریشه‌های زبان کردی» می‌نویسد: «وظیفه نخست من باید تعریف زبان کردی از طریق تعیین مشخصاتی باشد که آن را از دیگر لهجه‌های ایرانی متمایز می‌کند. متأسفانه باید در ابتدای این بحث اعتراف کنم که نتایجی که به آن رسیده‌ام، عموماً منفی هستند، زیرا تقریباً در برابر هر مشخصه ویژه زبان کُردی، یک مشخصه مشابه در دستکم یک لهجهٔ دیگر ایرانی وجود دارد» آنگاه او در ادامه این مقاله به تحلیل و مقایسهٔ خصوصیات دستوری و صرفی (مورفولوژیک) کُردی با دیگر زبان‌های ایرانی می‌پردازد، تا با نمونه‌های مختلف نظر خود را ثابت کند که کردی نیز مانند دیگر شاخه‌های خانواده زبان‌های ایرانی، یکی از این زبان هاست – مانند بلوچی یا لُری، تاتی – آذری یا گیلکی. بنظر مک کنزی و ویندفور کُردی از نزدیک‌ترین زبان‌های ایرانی به پارسی باستان (هخامنشی) است و حتی در دوره ای تحت تأثیر زبان پارتی بوده است که می‌دانیم ریشه‌اش در شرق دریای خزر بوده و در زمان اشکانیان زبان پارتی تقریباً همه گونه‌های زبان‌های ایرانی از جمله فارسی، کردی، تاتی، زازاکی و بلوچی و گورانی را تحت تأثیر خود قرار داده است.

زبان کردی در عراق در کنار زبان عربی رسمی است. در ارمنستان نیز به عنوان زبان اقلیت شناخته می‌شود. زبان کردی در ایران به عنوان یک زبان محلی پذیرفته شده اگرچه رسانه‌ها برای عدم استفاده از آن و جایگزینی آن با فارسی تلاش می‌کنند. در ترکیه هم کردها با وجود اینکه بزرگ‌ترین اقلیت کشور هستند اما زبانشان به رسمیت شناخته نمی‌شود به طوری‌که حتی لیلا زانا نمایندهٔ پارلمان ترکیه به جرم صحبت کردن به زبان کردی در سال ۱۹۹۴ در حین ادای سوگند در پارلمان ترکیه به ۱۵ سال حبس محکوم شد. در سوریه فدراسیون شمال سوریه در کنار زبان عربی کردی هم در مدارس تدریس می‌شود.

در کشورهای ترکمنستان، قزاقستان، آلمان و سوئد نیز اقلیت کرد زبان زندگی می‌کنند.
دو گویش گورانی و زازاکی توسط بسیاری از زبان شناسان به علت تفاوت با سایر گویش‌های کردی، در زمرهٔ زبان کردی شناخته نمی‌شوند. البته گویشوران این دو زبان از نظر قومیت جز مردمان کردتبار هستند و خودشان را کرد می‌دانند. همچنین در مورد زبان لکی به عنوان یکی از زبانهای کردی یا گویشی از زبان کردی نیز اختلاف نظر وجود دارد؛ چنان‌که برخی از منابع آن را شاخه‌ای از گورانی، لری، بازماندهٔ فارسی باستان و برخی نیز لکی را یک زبان مستقل دانسته‌اند.

## دین
دین اکثریت مردم کرد اسلام است. بیشتر کردها مسلمان سنی و پیرو فقه شافعی هستند. اکثریت کردهای استان آذربایجان غربی مسلمان و سنی شافعی هستند. در استان کردستان نیز اکثریت سنی هستند، اما در شرق استان در شهرستان‌های بیجار و قروه کردهای شیعه و اقلیتی از کردهای یارسان نیز زندگی می‌کنند. در استان کرمانشاه بخشی سنی و بخشی پیرو آئین یارسان (اهل حق) و بخشی هم شیعه هستند؛ و در ایلام تقریباً همهٔ مردم شیعه هستند. اکثریت کردهای کرمانج شمال شرق ایران (خراسان) هم شیعه هستند و کردهای ساکن در استان‌های مازندران و قزوین برخی شیعه و برخی یارسان هستند. در کردستان عراق اکثریت با مسلمانان اهل سنت است ولی اقلیتی از دیگر ادیان و مذاهب مانند ایزدی و یارسان (کاکه ای) هم در آنجا زندگی می‌کنند در کردستان ترکیه اقلیتی ار کردهای علوی مذهب در استان‌های تونجلی و حکاری زندگی می‌کنند. گفتنی است دو طریقت قادریه و نقشبندیه مریدان زیادی در کردستان دارند و هنوز هم در خانقاهها مشغول به ذکر هستند. سایر کردها نیز از بجوران‌ها ،زرتشتی، مسیحی یا یهودی هستند که بیشتر در کشورهای اروپایی سکوت دارند.

## فرهنگ و آداب و رسوم
فرهنگ کُردی میراثی است از مردمان باستانی گوناگونی که کُردهای امروزی و جامعهٔ آن‌ها را شکل داده‌اند. همانند بسیاری از دیگر جمعیت‌های خاورمیانه، میزان بالایی از تأثیرات متقابل میان کُردها و مردمان همسایه‌شان مشهود است؛ بنابراین، در فرهنگ کُردی عناصری از فرهنگ‌های گوناگون دیده می‌شود. با این حال، در مجموع، فرهنگ کُردی به فرهنگ دیگر مردمان ایرانی نزدیک‌تر است، به‌ویژه آن‌هایی که از نظر جغرافیایی در گذشته بیشترین نزدیکی را با کُردها داشته‌اند، مانند فارسی‌زبانان و لُرها. برای نمونه، کُردها نیز نوروز (۲۱ مارس) را به عنوان آغاز سال نو جشن می‌گیرند. در برخی از افسانه‌های کردی، منشأ این جشن را به کیومرث، نخستین پادشاه پیشدادی، منسوب می‌دارند. (کیومرث به کردی، کیموروس) در کوهستان‌های رواندوز در شرق شهر «دیانا»، با اهریمن می‌جنگد و بر او پیروز می‌شود. به این مناسبت، دستور می‌دهد تا در کوه‌ها و بلندی‌ها آتش بیفروزند و خبر پیروزی را به همه‌جا برسانند. او فرمان می‌دهد مردم روز پیروزی را جشن بگیرند و به‌مدت نُه روز ادامه دهند.
بوکه باران، از آداب و رسوم باران خواهی در کردستان است که در ایام خشکسالی یا سال‌هایی که میزان بارندگی آن کم است برگزار می‌شود. بوک به معنی عروسک است. دختران نوجوان روستا با استفاده از دو تکه چوب عروسکی ساخته و لباسی از پارچه‌های رنگی بر تن آن عروسک می‌پوشانند و برای آن سربندی درست می‌کنند. سپس آن عروسک را در دست می‌گیرند و در حالی که شعر می‌خوانند در کوچه‌ها می‌گردند. هنگام عبور «بوکه باران» از کوچه‌ها اهالی بر آن عروسک آب می‌پاشند به نیت این که باران و گندم در آن سال فراوان باشد. اهالی هدایایی مانند تخم مرغ، پول یا گردو به دختران می‌دهند. دختران پس از گذراندن بوک (عروسک) از همه کوچه‌ها آن را به قبرستان یا زیارتگاه موجود در روستا می‌برند، سپس آن را می‌سوزانند یا به آب می‌اندازند و هدایای جمع‌آوری شده را بین خود تقسیم می‌کنند. اهالی روستای هشمیز از دهستان ژاورود شرقی، بخش مرکزی شهر سنندج در منطقه‌ای سرد و خشک در ۳۶ کیلومتری جنوب غرب سنندج به این عروسک «بووکه چووینه»(bokâ cuwina) گویند و آن عروسک چوبی را در گهواره‌ای گذاشته و می‌چرخانند. این دختران هنگام چرخاندن عروسک در کوچه‌ها اشعاری را آوازوار و آهنگین و به صورت دسته‌جمعی می‌خوانند.
زبان‌های کردی‌تبار شامل ۳ گروه است: کردی شمالی، کردی مرکزی، کردی جنوبی.
بیشتر کردها مسلمان هستند و سایر آنان نیز ایزدی، یارسان، مسیحی و یهودی هستند. نوروز در میان کردها جشن قومی است که در افسانه‌های کردی منشأ این جشن را به کیومرث، نخستین پادشاه پیشدادی، منسوب می‌دارند. وی با اهریمن می‌جنگد و بر او پیروز می‌شود. او فرمان داد مردم روز پیروزی را جشن بگیرند و به مدت نُه روز ادامه دهند به این مناسبت، آن را جه‌ژنی نه‌ورۆز(جشن نوروز) نامیدند و بعدها نوروز نامگذاری شد.

### زن

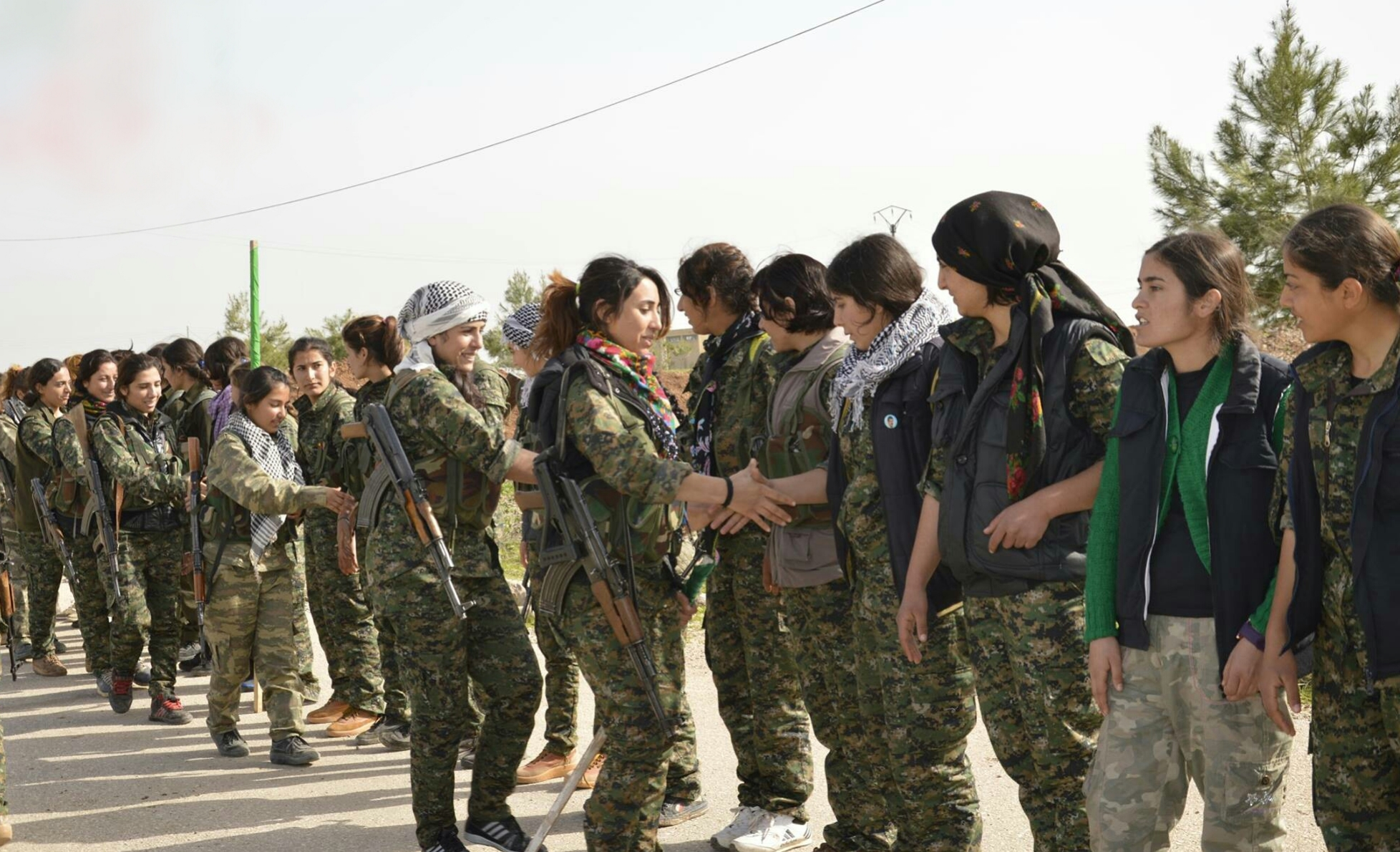
مبارزان زن یگان‌های مدافع خلق در کردستان سوریه

به‌طور کلی، حقوق و برابری زنان کُرد در سده‌های بیستم و بیست‌ویکم به دلیل جنبش‌های پیشرو در درون جامعهٔ کُرد بهبود یافته است. با این حال، با وجود این پیشرفت‌ها، سازمان‌های حقوق زنان کُرد و سازمان ملل همچنان از مشکلاتی مربوط به نابرابری جنسیتی، ازدواج‌های اجباری، قتل‌های ناموسی در کردستان عراق گزارش می‌دهند.

### فرهنگ عامه (فولکلور)

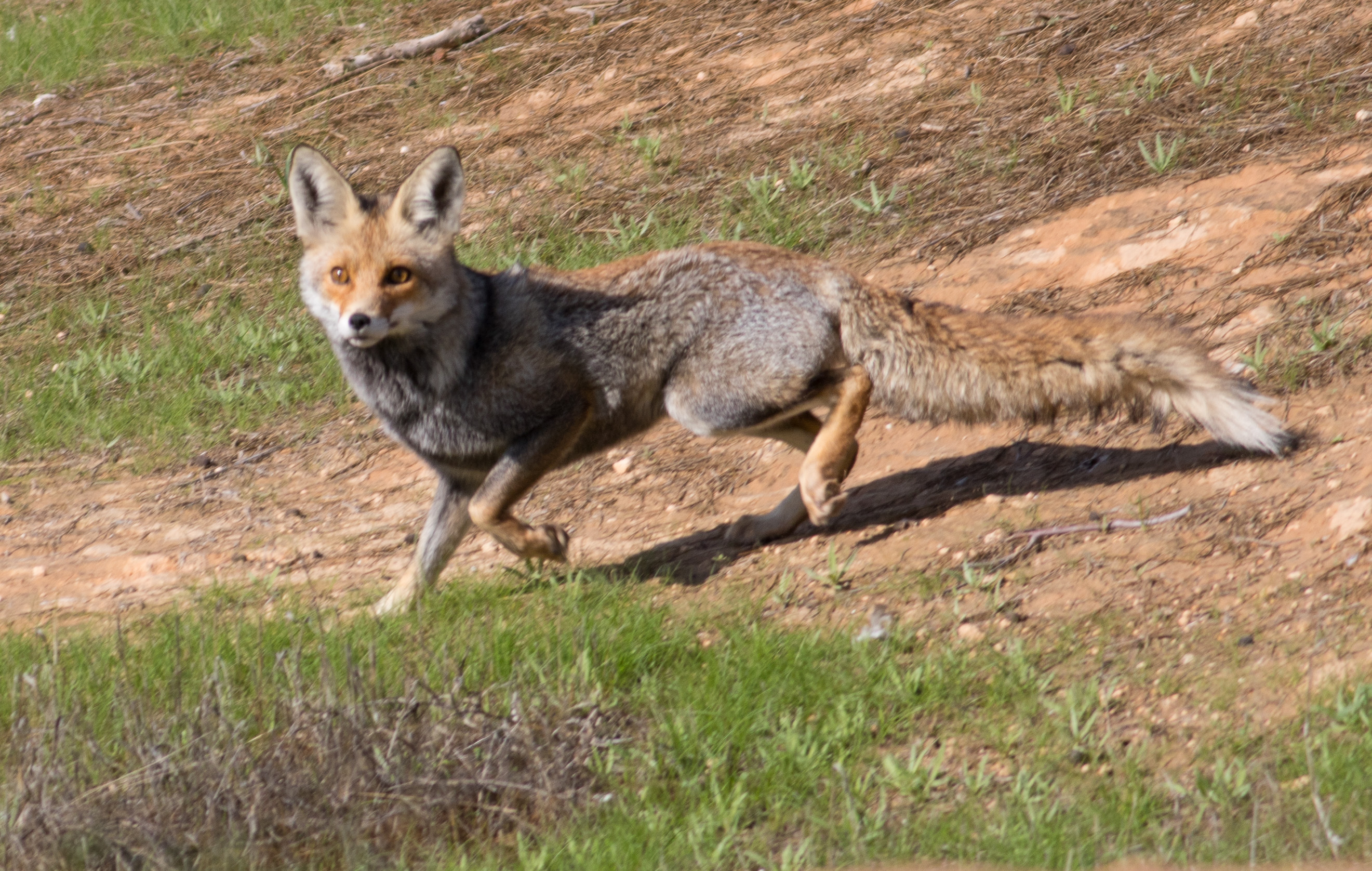
روباه، حیوانی که به‌طور گسترده در داستان‌های کُردی تکرار می‌شود.

کُردها دارای سنتی غنی از فرهنگ عامه هستند که تا زمان‌های اخیر عمدتاً به صورت شفاهی یا از راه آواز از نسلی به نسل دیگر منتقل می‌شد. هرچند برخی از داستان‌های نویسندگان کُرد در سراسر کردستان شناخته‌شده بودند، بیشتر داستان‌هایی که گفته یا خوانده می‌شدند تنها در سده‌های بیستم و بیست‌ویکم به نگارش درآمده‌اند. بسیاری از این داستان‌ها بنا بر گفته‌ها قدمتی چندین سده‌ای دارند.
فرهنگ عامهٔ کُردی از نظر هدف و سبک بسیار گوناگون است؛ در میان آن می‌توان داستان‌هایی دربارهٔ طبیعت، حیوانات انسان‌گونه، عشق، قهرمانان و جنگجویان، موجودات اسطوره‌ای و زندگی روزمره یافت. شماری از این شخصیت‌های اسطوره‌ای را می‌توان در فرهنگ‌های دیگر نیز دید، همچون سیمرغ و کاوهٔ آهنگر در اسطوره‌شناسی گسترده‌تر ایرانی، و داستان‌های شاه‌ماران در سراسر آناتولی. افزون بر این، برخی از داستان‌ها می‌توانند صرفاً جنبهٔ سرگرمی داشته باشند یا جنبه‌ای آموزشی یا مذهبی. رایج‌ترین داستان تکرارشونده دربارهٔ روباه باشد که با زیرکی و هوشمندی بر گونه‌های کم‌هوش‌تر غلبه می‌کند، اما اغلب خود نیز با سرانجامی ناخوشایند روبه‌رو می‌شود.
موضوع دیگری که در فولکلور کُردی بسیار رایج است، سرچشمه یا پیدایش یک قبیله است؛ این داستان‌ها معمولاً روایت می‌کنند که یک قبیله از کجا آمده، چگونه شکل گرفته و پیشینهٔ آنچه بوده است، و اغلب با عناصر اسطوره‌ای یا قهرمانانه همراه هستند. گاهی اوقات داستان‌گوها برای تعریف کردن داستان خود برای مخاطبان به روستاهای همجوار خود سفر می‌کردند و گاهی مخاطبان برای شنیدن داستان به روستای داستان‌گو سفر می‌کردند، گاهی این مخاطبا شامل یک روستا می‌شدند؛ این روایت‌ها به‌ویژه در زمستان رونق داشت، زمانی که تفریح و سرگرمی کم بود و مردم مجبور بودند شب‌ها را در خانه بگذرانند.
هم‌زمان با تنوع گروه‌های کُرد، اگرچه برخی داستان‌ها و عناصر در سراسر کُردستان رایج بودند، برخی دیگر منحصر به یک منطقه خاص بودند و این وابسته به منطقه، دین یا گویش بود. یهودیان کرد شهر زاخو شاید بهترین نمونه از این موضوع باشند؛ داستان‌گوهای با استعداد آن‌ها به دلیل داشتن سنت شفاهی منحصربه‌فرد، در سراسر منطقه بسیار مورد احترام بوده‌اند. نمونه دیگر از اساطیر کُردهای ایزدی هستند، و داستان‌های کُردهای درسیم، که تأثیر قابل توجهی از فرهنگ مردم ارمنی داشته‌اند. در دوران جرم بودن زبان کردی پس از کودتای سال ۱۹۸۰، دنگ‌بِژها (خوانندگان) و چیرۆک‌بِژها (روایت‌گران) مجبور به سکوت شدند و بسیاری از داستان‌ها در معرض خطر قرار گرفتند. در سال ۱۹۹۱، زبان کُردی از حالت جرم خارج شد، اما افزایش دسترسی به رادیوها و تلویزیون‌ها باعث کاهش علاقه به روایت‌های سنتی شد. با این حال، تعدادی از نویسندگان در حفظ این داستان‌ها گام‌های بلندی برداشتند.

### بافندگی

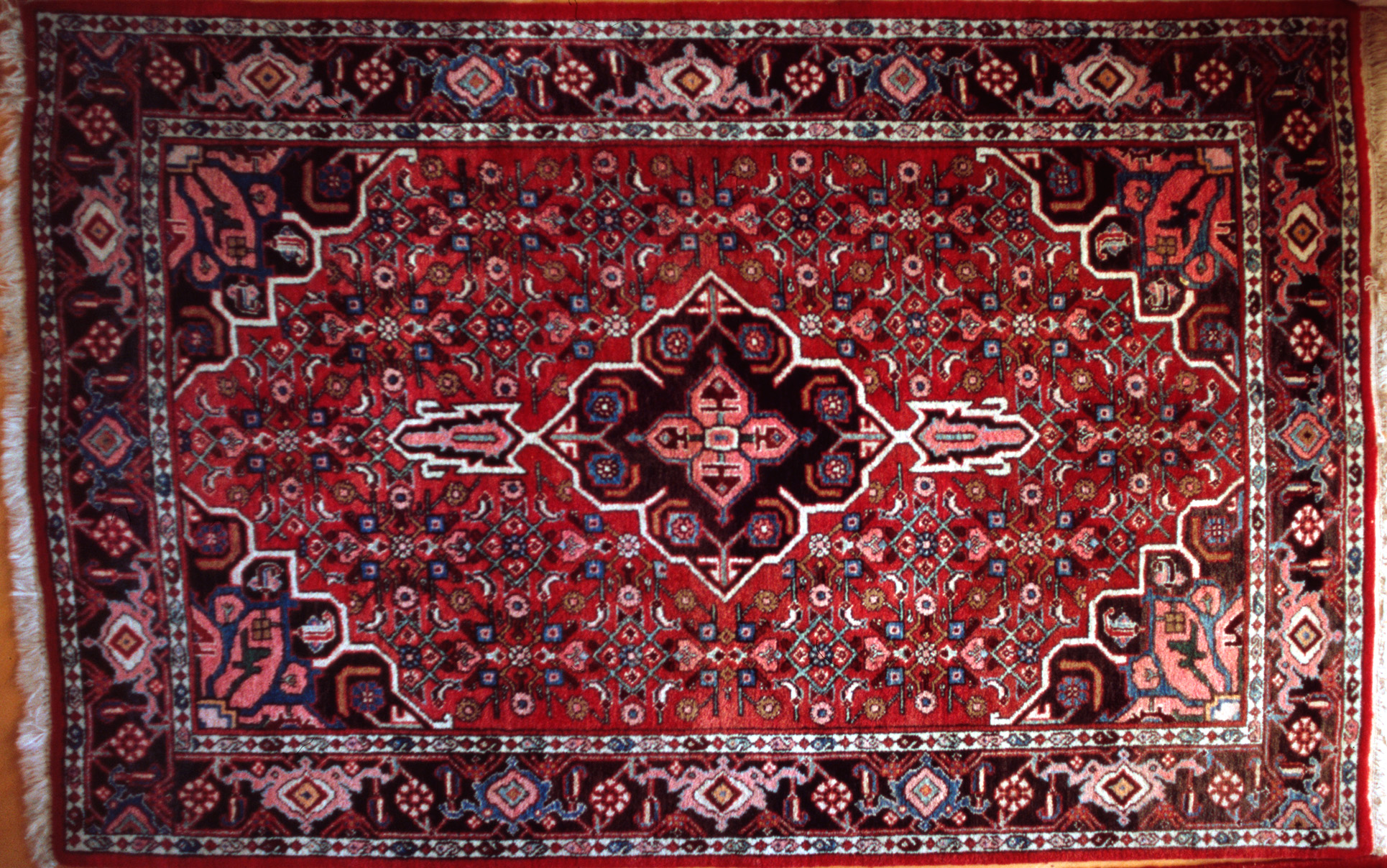
فرش کُردی بیجار

بافت کُردی در سراسر جهان شهرت دارد و نمونه‌های عالی هم در فرش‌ها و کیف‌ها دیده می‌شود. مشهورترین فرش‌های کُردی، فرش‌های منطقه بیجار در استان کردستان هستند. به دلیل روش منحصر به فردی که در بافت فرش‌های بیجار به کار می‌رود، این فرش‌ها بسیار مقاوم و مستحکم هستند و به همین دلیل به آن‌ها «فرش‌های آهنین ایران» گفته می‌شود. فرش‌های بیجار تنوع زیادی دارند و طرح‌های آن‌ها از نقش‌های گل، مدال، حیوانات تا سایر تزئینات متغیر است. آن‌ها معمولاً دو تار دارند و از نظر رنگ‌بندی بسیار پررنگ و جذاب هستند. با توجه به افزایش علاقه به این فرش‌ها در قرن گذشته و کاهش نیاز به مقاومت بالای آن‌ها، فرش‌های جدید بیجار دارای طرح‌هایی ظریف‌تر و با جزئیات دقیق‌تر شده‌اند.
فرش کُردی دیگری که شناخته‌شده است، فرش سنه (تلفظ سنندج به کُردی) است که به عنوان پیچیده‌ترین فرش‌های کُردی شناخته می‌شود. این فرش‌ها به‌ویژه به دلیل تراکم گره بالای خود و استفاده از پشم مرغوب کوهی مشهور هستند. در سایر مناطق کُردستان مانند کرمانشاه، سیرت، ملطیه و بتلیس نیز فرش‌ها به میزان وسیعی بافته می‌شدند.
کیف‌های کُردی عمدتاً به آثار ایل جاف که در ناحیه مرزی ایران و عراق زندگی می‌کنند، مشهور هستند. این کیف‌ها دارای همان ویژگی‌های فرش‌های کُردی هستند؛ بسیار رنگارنگ، محکم در طراحی و اغلب دارای طرح‌های مدالیون. آن‌ها به‌ویژه در دهه‌های ۱۹۲۰ و ۱۹۳۰ در غرب محبوب بودند.

### صنایع دستی

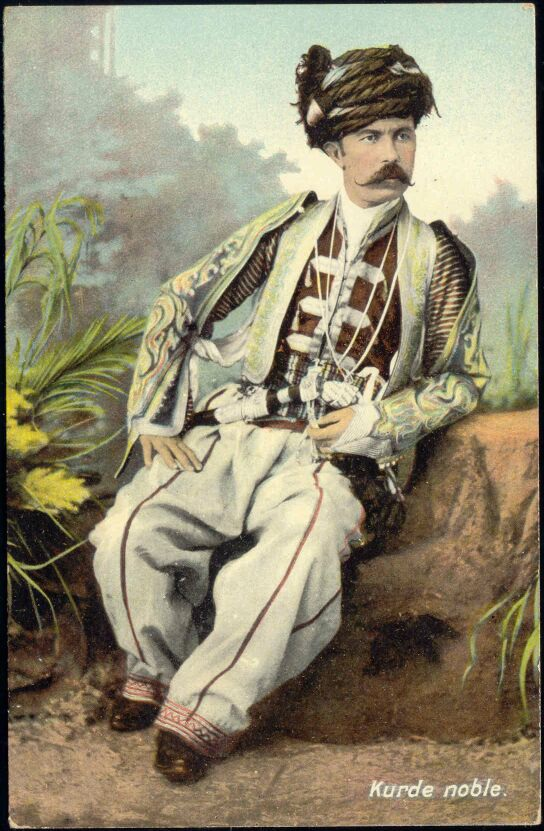
یک نجیب‌زاده کُرد با خنجر جنبیه

فراتر از بافت و پوشاک، صنایع دستی کُردی دیگری نیز وجود دارند که سنتاً اغلب توسط قبایل کوچ‌نشین کُرد ساخته می‌شدند. این صنایع دستی به‌ویژه در ایران شناخته شده‌اند، به‌ویژه صنایع دستی مناطق کرمانشاه و سنندج. در میان این صنایع می‌توان به تخته شطرنج، تعویذها، جواهرات، تزئینات، سلاح‌ها و سازها اشاره کرد.

### تتو

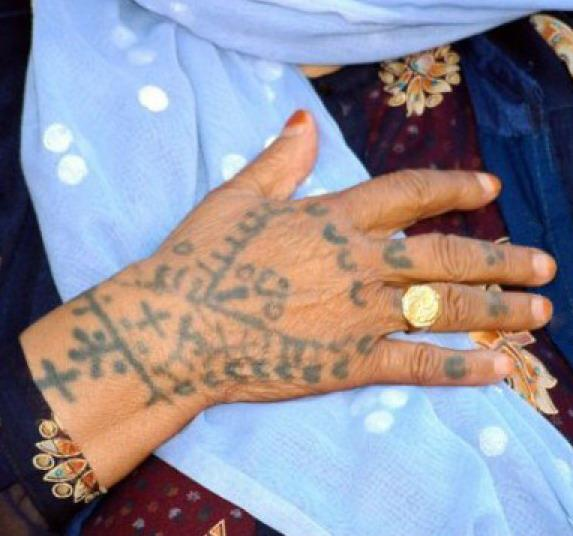
زن کُرد با تتوی دِق

تزئین بدن با تتو (در کُردی: دِق) در میان کُردها رایج است، هرچند تتوهای دائمی در اسلام سنی مجاز نیستند. از این رو، تصور می‌شود که این تتوهای سنتی ریشه در دوران پیش از اسلام دارند.
جوهر تتو با مخلوط کردن دوده با شیر (معمولاً شیر مادر) و مایع سمی از کیسه صفرا یک حیوان ساخته می‌شود. طرح با استفاده از یک شاخه نازک روی پوست کشیده شده و سپس با سوزن زیر پوست تزریق می‌شود. این تتوها معانی و کاربردهای متنوعی دارند، از جمله محافظت در برابر شر یا بیماری‌ها، افزایش زیبایی و نمایش وابستگی‌های قبیله‌ای. نمادهای مذهبی نیز در میان تتوهای سنتی و مدرن کُرد رایج است. تتوها در میان زنان بیشتر از مردان رایج بودند و معمولاً روی پاها، چانه، پیشانی و سایر نقاط بدن قرار می‌گرفتند.
محبوبیت تتوهای دائمی و سنتی در میان نسل جدید کُردها به شدت کاهش یافته است. با این حال، تتوهای مدرن در حال رایج‌تر شدن هستند؛ و تتوهای موقت همچنان در مناسبت‌های خاص (مانند حنا، شب قبل از عروسی) و به‌عنوان ادای احترام به میراث فرهنگی استفاده می‌شوند.

### سینما

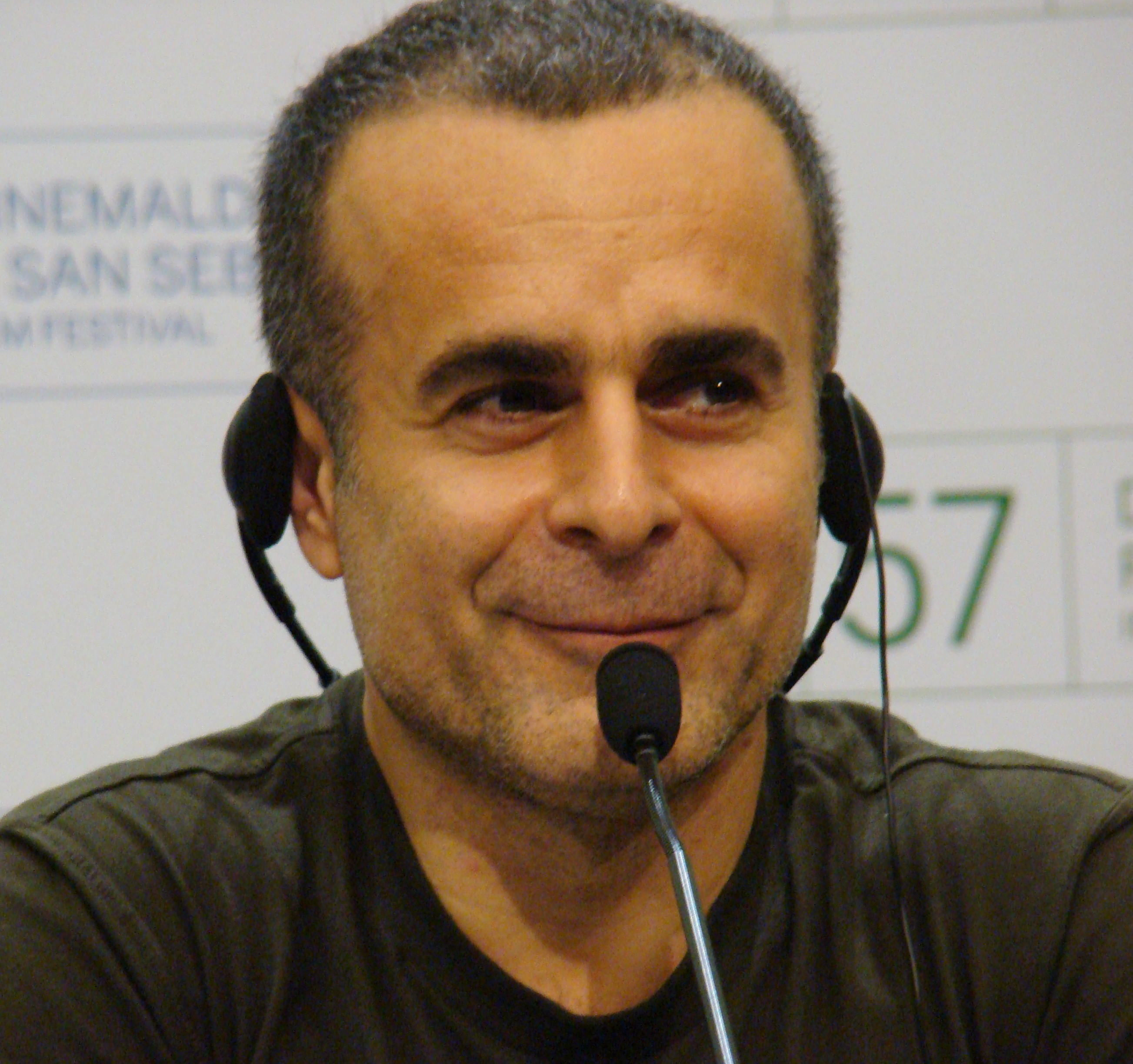
بهمن قبادی در مراسم معرفی فیلمش هیچ‌کس دربارهٔ گربه‌های ایرانی نمی‌داند در سن سباستین، ۲۰۰۹

موضوعات اصلی سینمای کُردی، فقر و سختی‌هایی است که کُردها مجبور به تحمل آن هستند. اولین فیلم‌هایی که به فرهنگ کُردی پرداخته‌اند، در واقع در ارمنستان فیلم‌برداری شدند. فیلم زاره که در سال ۱۹۲۷ به تهیه‌کنندگی هامو بکنازاریان منتشر شد، داستان زاره و عشق او به چوپان سیدو و مشکلاتی که این دو تحت تأثیر بزرگان دهکده تجربه می‌کنند را روایت می‌کند. در سال‌های ۱۹۴۸ و ۱۹۵۹، دو مستند دربارهٔ کُردهای ایزدی در ارمنستان ساخته شد. این آثار تولید مشترک ارمنی-کُردی بودند و ه. کوچاریان و هجییه جندی برای ساخت مستند کُردهای ارمنستان شوروی با یکدیگر همکاری کردند. و ارِب سامیلوف و س. جامهاریان برای ساخت مستند کُردهای ارمنستان.
نخستین فیلم‌های کُردی که مورد تحسین منتقدان قرار گرفتند و شهرت یافتند توسط ییلماز گونی ساخته شدند. او در آغاز بازیگری محبوب شد و برندهٔ جوایز در ترکیه بود و به دلیل چهرهٔ خشنش لقب چیرکین کرال (پادشاه زشت) را گرفته بود. اما در ادامهٔ دوران حرفه‌ای خود، به ساخت فیلم‌های اجتماعی-انتقادی و سیاسی روی آورد. فیلم‌های گِله (Sürü، ۱۹۷۹)، راه (Yol، ۱۹۸۲) و دیوار (Duvar، ۱۹۸۹) از آثار شناخته‌شدهٔ او هستند که از میان آن‌ها، فیلم دوم (راه) موفق به دریافت نخل طلای جشنواره کِن (معتبرترین جایزه جهان) ۱۹۸۲ شد.
یکی دیگر از کارگردانان برجستهٔ کُرد بهمن قبادی است. نخستین فیلم بلند او با نام زمانی برای مستی اسب‌ها در سال ۲۰۰۰ منتشر شد. این فیلم با تحسین گستردهٔ منتقدان روبه‌رو شد و جوایز متعددی را به دست آورد. دیگر فیلم‌های او نیز به همین سبک و سیاق ساخته شدند و موفقیت‌هایی کسب کردند. این موفقیت‌ها او را به یکی از شناخته‌شده‌ترین فیلم‌سازان معاصر ایران تبدیل کرده است. اخیراً او فیلم فصل کرگدن‌ها را منتشر کرده است که با بازی بهروز وثوقی، مونیکا بلوچی و یلماز اردوغان ساخته شده و زندگی پرآشوب یک شاعر کُرد را روایت می‌کند.

### ۱۰ مارس روز جهانی لباس کردی
لباس کُردی یکی از شاخصه‌های هویتی مردم کُرد است و زیبایی و اهمیت آن به اندازه‌ای است که به یک ویترین جهانی تبدیل شده و روزی را در تقویم جهانی (۱۰مارس) به خود اختصاص داده است.

## مناطق کردنشین ایران
نواحی کُردنشین ایران شامل: قسمت‌هایی از استان آذربایجان غربی که از نواحی غربی شهرستان ماکو شروع می‌شود و با دربرگرفتن بخش‌های غربی استان و برخی از شهرستان‌های جنوب آذربایجان غربی مانند شهرستان مهاباد و شهرستان بوکان، شامل دیگر استان‌های غرب ایران یعنی بیشتر مناطق کردستانکرمانشاه و ایلام و بخش‌هایی از استان همدان می‌شود، همچنین تقریباً نیمی از جمعیت استان خراسان شمالی نیز کرد هستند. در سایر استان‌ها نیز به خصوص خراسان رضوی، گیلان، البرز، تهران، مازندران و اردبیل نیز اقلیت کرد وجود دارد. در استان یزد شهر ابرکوه روستای مهرآباد یک اقلیت ۵۰۰۰ نفری کرد وجود دارد. شهر کرمانشاه پرجمعیت‌ترین شهر کردنشین ایران است این شهر در قرن یازده میلادی که تمام بخش‌های کردستان قسمتی از حکومت سلجوقی بود به عنوان مرکز کردستان شناخته می‌شد. درآمیختگی و همزیستی کردهای ارومیه و مناطق شمالی تر با همسایگان ترک سبب شده که بسیاری از عناصر فرهنگ کردی گروه‌های قومی کُرد، از جمله زبان، جایش را به زبان و فرهنگ ترک بدهد؛ از این‌رو ایوانف شناسایی هویت کردهای کرمانج ایران را مشکل دانسته است و آن‌ها را ترک‌زبانانی می‌داند که رفته رفته هویت کردی را از دست می‌دهند.

## ژنتیک و تبار
کردها از قوم‌های مورد توجه آریایی گران بوده‌اند. باور عمومی نزد آریایی گران این بوده است که چون کردها مردمانی کوه‌زی بوده‌اند، نسبت به خویشاوندان دشتی/شهری خود از اختلاط با نژادهای دیگر دور بوده‌اند. در دهه‌های پیش از جنگ جهانی دوم که نظریه‌های نژاد برتر و آریاییگری خصوصاً از نوع موبورِ اروپای شمالی شیوع داشت، کردهای مناطق کوهستانی را بر اساس نظریهٔ گهوارهٔ اروپای شمالی آریایی‌ها در زمرهٔ آریایی‌های بلند قامت، موبور و چشم آبی (Homo europeus nordicus) طبقه‌بندی کردند.
عده ای نیز کردها را به یک بستر ژنتیکی باستانی خاورمیانه/قفقاز/مدیترانه تعلق دارند و یکی از اجداد محتمل آنها، هوریان باستان (در ۳هزار سال ق. م) هستند.
همچنین فرهنگ کردهارا می‌توان در فرهنگ حلف(۶هزار سال ق. م، تل حلف، دیاربکر) جست‌وجو کرد.

### قرابت ژنتیکی با سایر مردمان
کردها از منظر دنای میتوکندریایی (نسب مادری) به اروپاییان و از منظر دنای کروموزوم وای (نسب پدری) به مردمان قفقازی نزدیک هستند و به‌طور کلی، به مردمان آسیای غربی نزدیک و از مردمان آسیای مرکزی دور هستند.
از لحاظ تنوع ژنتیکی HLA-A,B,C کلاس I لرهای لرستان و یاسوج به کردها نزدیکترند تا به لرهای لردگان. اما در کل همهٔ آنها با همدیگر و با یهودیان، گرجیان و ارمنیان نیز قرابت ژنتیکی دارند. کردها و آذریان ایران نیز از لحاظ ژنتیکی HLA-A,B,C کلاس II نزدیکی زیادی با همدیگر دارند.

## نگارخانه

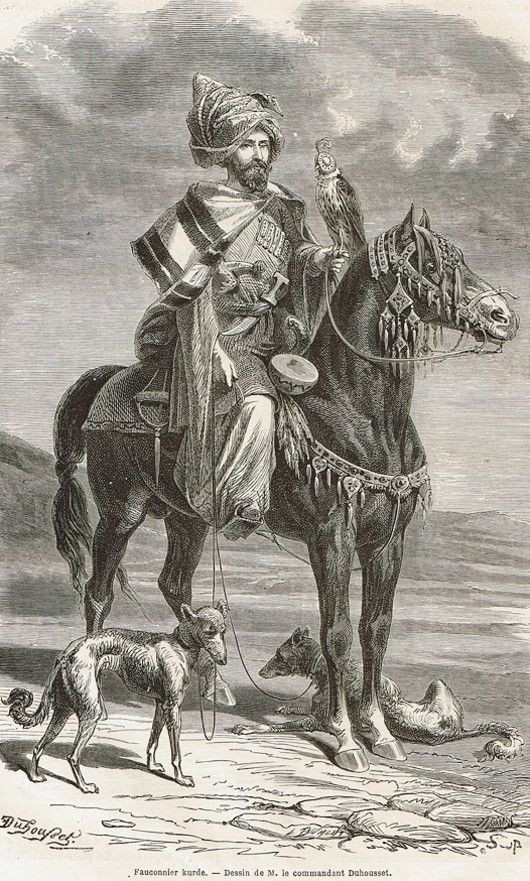
نقاشی یک شکارچی نجیب زاده کرد سال۱۸۶۲
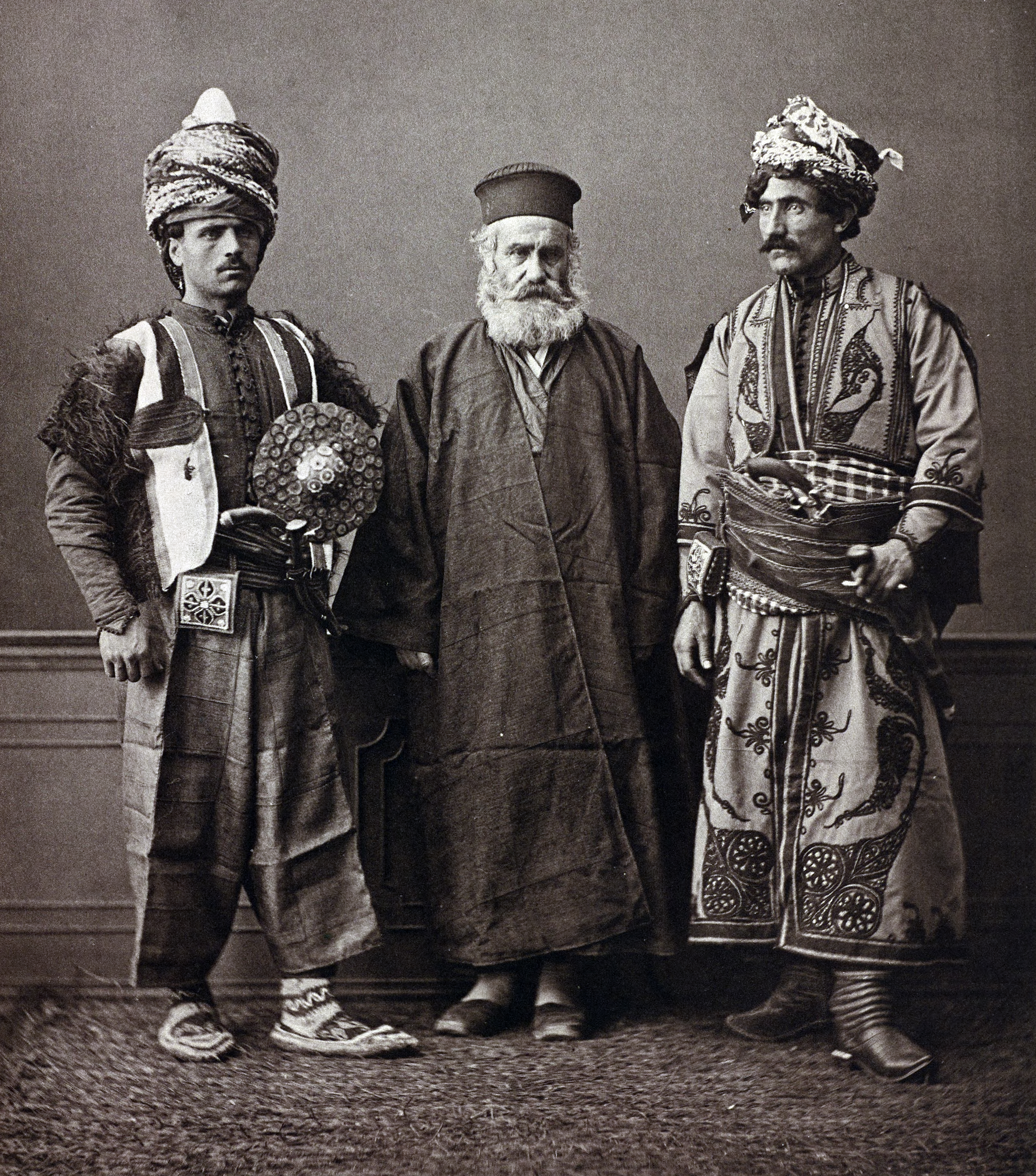
تصویر قدیمی از دو مرد کرد در سال ۱۸۷۳ میلادی
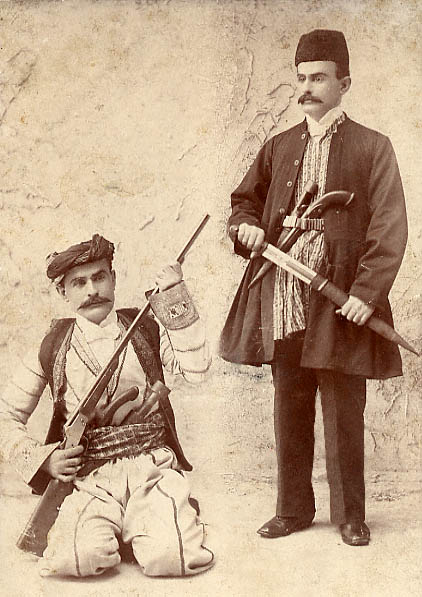
تصویری از پوشش مرد کرد (سمت چپ) در ارومیه سال ۱۸۹۴ میلادی
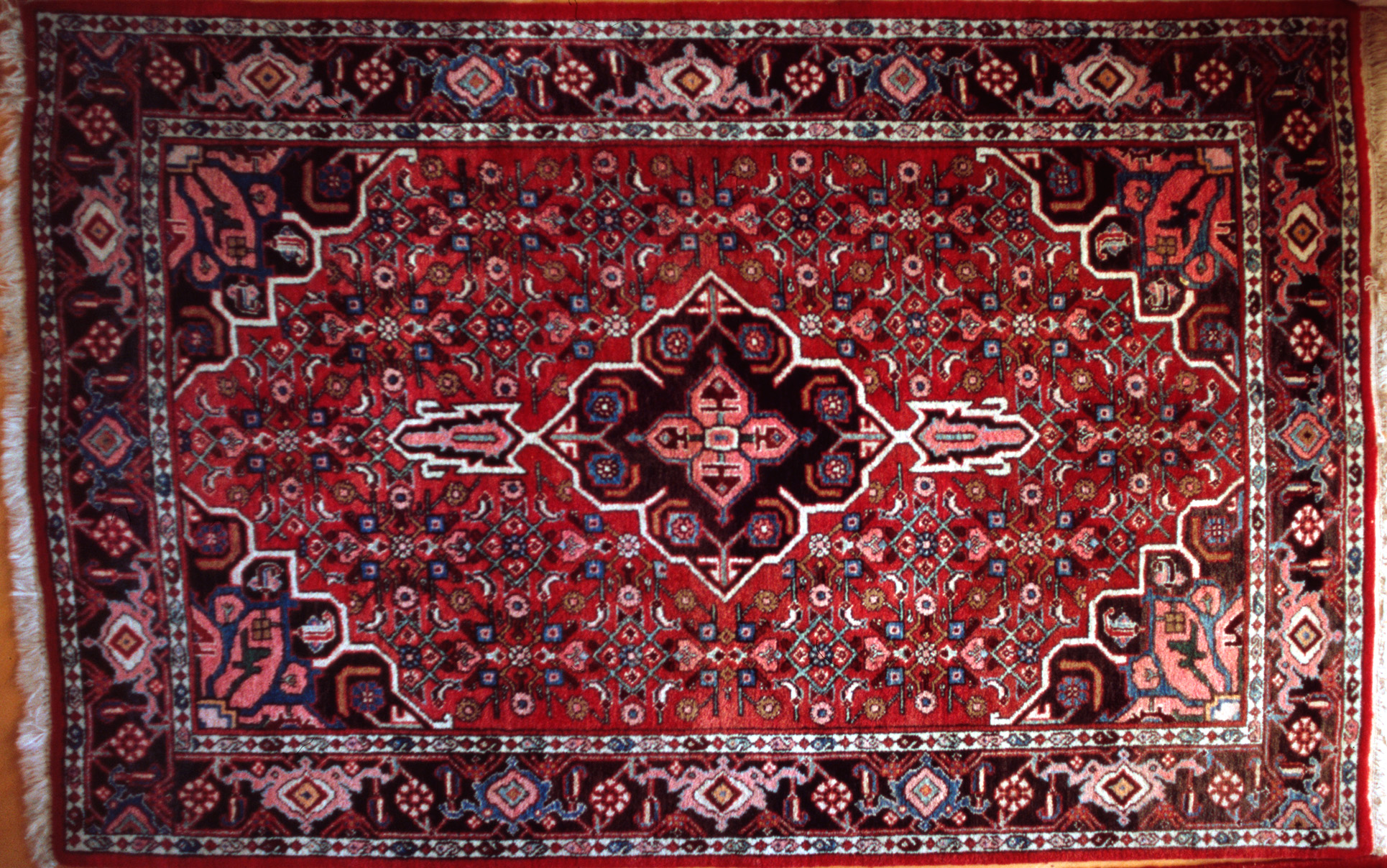
قالی کردی بیجار
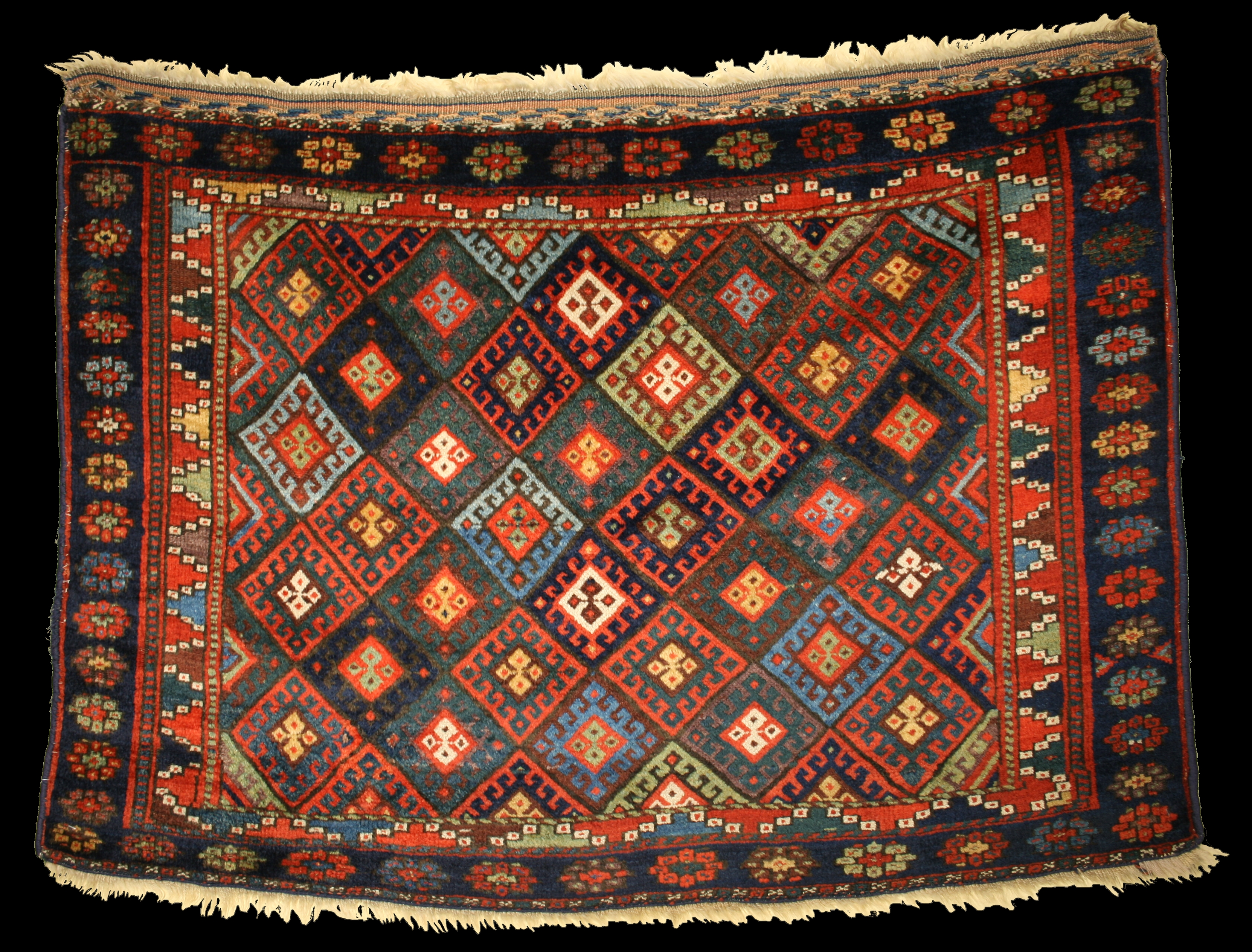
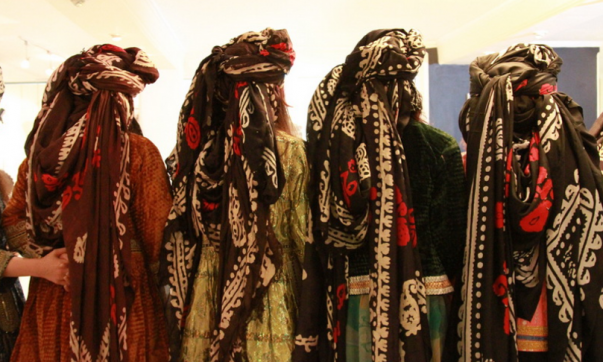
هه‌وری یا گُلوَنی یکی از نمادهای مردمان کرد
تصویری از پوشش دختر کرد(سمت چپ) در کنار دختر ترکمن (وسط) و ارمنی (راست) سال ۱۸۷۳ میلادی